# Kreisreformen in Deutschland bis 1949 (ohne Bayern und Preußen)
Der Artikel Kreisreformen in Deutschland bis 1949 erfasst die Durchführung von Gebietsreformen auf Kreisebene, also einerseits der Stadtkreise und kreisfreien Städte und andererseits der Kreise und Landkreise bis zur Gründung der Bundesrepublik Deutschland im Mai 1949 auf dem Gebiet der späteren Bundesrepublik ohne die bayerischen und (ehemals) preußischen Gebiete.

## Kreise oder Landkreise und andere Bezeichnungen
Für die Bezeichnungen Kreis und Landkreis galten und gelten die folgenden Regeln:
- In den Ländern außerhalb Preußens waren verschiedene Bezeichnungen üblich, z. B.:
  - Amtshauptmannschaften in Sachsen
  - Bezirksämter in Baden und Bayern
  - Oberämter in Württemberg
- Ab dem 1. Januar 1939 war die einheitliche Bezeichnung in den hier behandelten Ländern Landkreis.

## Kreisfreie Städte oder Stadtkreise und andere Bezeichnungen
- In den Ländern außerhalb Preußens waren verschiedene Bezeichnungen üblich, dennoch hat sich die Bezeichnung kreisfreie Stadt in der Regel durchgesetzt.
- In manchen Ländern war die Bezeichnung Stadtkreis nur eine Hervorhebung innerhalb des Kreises. Die betroffene Stadt schied also nicht aus dem Kreisverband aus. Heutzutage erhielten solche Städte die Bezeichnung Große Kreisstadt o. Ä.

## Länder

### Anhalt
- 1866, 1. Januar:

Eingliederung
- des Kreises Coswig in den Kreis Zerbst

- 1869, 1. Januar:

Vergrößerung
- des Kreises Bernburg um die Gemeinden Borgesdorf, Gerbitz, Grimschleben, Latdorf, Nienburg, Pobzig, Weddegast, Wedlitz und Wispitz des Kreises Cöthen

- 1870, 1. Oktober:

Vergrößerung
- des Kreises Cöthen um die Gemeinden Lennewitz, Radegast, Wadendorf, Wehlau, Zehbitz und Zehmitz des Kreises Dessau

- 1927:

Änderung der Schreibweise
- des Kreises Cöthen in Kreis Köthen

- 1932, 1. Januar:

Eingliederung
- des Kreises Dessau in den Kreis Dessau-Köthen
- des Kreises Köthen in den Kreis Dessau-Köthen

Neubildung
- des Kreises Dessau-Köthen aus den Kreisen Dessau und Köthen

- 1933, 13. April:

Ausgliederung
- der Stadt Bernburg aus dem Kreis Bernburg
- der Stadt Dessau aus dem Kreis Dessau-Köthen

- 1934, 1. August:

Ausgliederung
- der Stadt Köthen aus dem Kreis Dessau-Köthen

- 1935, 25. März:

Ausgliederung
- der Stadt Zerbst aus dem Kreis Zerbst

- 1935, 1. April:

Vergrößerung
- des Stadtkreises Dessau um die Stadt Roßlau des Kreises Zerbst

- 1939, 1. Januar:

Umbenennung
- der Kreise in Landkreise

- 1942, 1. April:

Vergrößerung
- des Landkreises Dessau-Köthen um die Gemeinde Löbnitz an der Linde des Saalkreises, Provinz Sachsen sowie die Gemeinden Goltewitz, Möst bei Schierau, Pösigk, Priorau, Repau und Schierau des Landkreises Bitterfeld, Provinz Sachsen

Anzahl der Stadt- und Landkreise
| Datum          | Stadtkreise Veränderung | Kreise Veränderung | Stadtkreise Anzahl | Kreise Anzahl |
| -------------- | ----------------------- | ------------------ | ------------------ | ------------- |
| 1850           |                         |                    | 0                  | 6             |
| 1. Januar 1866 | 0                       | −1                 | 0                  | 5             |
| 1. Januar 1932 | 0                       | −1                 | 0                  | 4             |
| 13. April 1933 | +2                      | 0                  | 2                  | 4             |
| 1. August 1934 | +1                      | 0                  | 3                  | 4             |
| 25. März 1935  | +1                      | 0                  | 4                  | 4             |

### Baden
- 1872, 1. Mai:

Auflösung
- des Bezirksamtes Kenzingen und Aufteilung auf die Bezirksämter Emmendingen und Ettenheim
- des Bezirksamtes Walldürn und Aufteilung auf die Bezirksämter Buchen, Tauberbischofsheim und Wertheim

Eingliederung
- des Bezirksamtes Boxberg in das Bezirksamt Tauberbischofsheim
- des Bezirksamtes Gengenbach in das Bezirksamt Offenburg
- des Bezirksamtes Gernsbach in das Bezirksamt Rastatt
- des Bezirksamtes Jestetten in das Bezirksamt Waldshut
- des Bezirksamtes Radolfzell in das Bezirksamt Konstanz

Vergrößerung
- des Bezirksamtes Buchen um die Gemeinden Altheim, Gerolzahn, Glashofen, Gottersdorf, Hornbach, Kaltenbrunn, Reinhardsachsen, Rippberg, Walldürn und Wettersdorf des Bezirksamtes Walldürn
- des Bezirksamtes Emmendingen um die Gemeinden Amoltern, Endingen am Kaiserstuhl, Forchheim, Hecklingen, Riegel am Kaiserstuhl, Weisweil und Wyhl am Kaiserstuhl des Bezirksamtes Kenzingen
- des Bezirksamtes Ettenheim um die Gemeinden Bleichheim, Bombach, Broggingen, Herbolzheim, Kenzingen, Niederhausen, Nordweil, Oberhausen, Tutschfelden und Wagenstadt des Bezirksamtes Kenzingen
- des Bezirksamtes Offenburg um das Bezirksamt Gengenbach
- des Bezirksamtes Rastatt um das Bezirksamt Gernsbach
- des Bezirksamtes Tauberbischofsheim um das Bezirksamt Boxberg und um die Gemeinde Schwarzenbrunn des Bezirksamtes Walldürn
- des Bezirksamtes Waldshut um das Bezirksamt Jestetten
- des Bezirksamtes Wertheim um die Gemeinden Bretzingen, Dornberg, Erfeld, Gerichtstetten, Hardheim, Höpfingen, Pülfringen, Rütschdorf, Schweinberg, Vollmersdorf und Waldstetten des Bezirksamtes Walldürn

- 1874, 1. September:

Vergrößerung
- des Bezirksamtes Tauberbischofsheim um die Gemeinden Erfeld, Gerichtstetten und Pülfringen des Bezirksamtes Wertheim

- 1879, 1. Oktober:

Vergrößerung
- des Bezirksamtes Buchen um die Gemeinden Erfeld und Gerichtstetten des Bezirksamtes Tauberbischofsheim sowie die Gemeinden Bretzingen, Dornberg, Hardheim, Höpfingen, Rütschdorf, Schweinberg, Vollmersdorf und Waldstetten des Bezirksamtes Wertheim
- des Bezirksamtes Emmendingen um die Gemeinden Bleichheim, Broggingen, Herbolzheim, Niederhausen, Nordweil, Oberhausen, Tutschfelden und Wagenstadt des Bezirksamtes Ettenheim

- 1881, 31. Oktober:

Umbenennung
- des Bezirksamtes Kork in Bezirksamt Kehl

- 1883, 1. April:

Vergrößerung
- des Bezirksamtes Engen um die Gemeinde Aach des Bezirksamtes Stockach
- des Bezirksamtes Stockach um die Gemeinde Mahlspüren im Tal des Bezirksamtes Überlingen

- 1884, 1. Mai:

Vergrößerung
- des Bezirksamtes Wertheim um die Gemeinde Steinfurt des Bezirksamtes Buchen

- 1885, 1. April:

Vergrößerung
- des Bezirksamtes Schönau um die Gemeinde Neuenweg des Bezirksamtes Schopfheim

- 1886, 1. Januar:

Vergrößerung
- des Bezirksamtes Mannheim um die Gemeinde Neckarau des Bezirksamtes Schwetzingen

- 1891, 1. Januar:

Vergrößerung
- des Bezirksamtes Bühl um die Gemeinde Stollhofen des Bezirksamtes Rastatt

- 1898, 1. Oktober:

Neubildung (Wiedererrichtung)
- des Bezirksamtes Boxberg aus Gemeinden des Bezirksamtes Tauberbischofsheim

- 1900, 1. Januar:

Vergrößerung
- des Bezirksamtes Eberbach um die Gemeinde Reisenbach des Bezirksamtes Buchen

- 1900, 1. Mai:

Vergrößerung
- des Bezirksamtes Mannheim um die Gemeinde Seckenheim des Bezirksamtes Schwetzingen

- 1904, 1. Januar:

Vergrößerung
- des Bezirksamtes Boxberg um die Gemeinden Buch am Ahorn und Schwarzenbrunn des Bezirksamtes Tauberbischofsheim

- 1905, 1. Januar:

Vergrößerung
- des Bezirksamtes Bretten um die Gemeinde Kürnbach des Kreises Heppenheim (Großherzogtum Hessen)

- 1920, 1. Juli:

Vergrößerung
- des Bezirksamtes Pforzheim um die Gemeinde Stein des Bezirksamtes Bretten

- 1920, 15. August:

Vergrößerung
- des Bezirksamtes Staufen um die Stadt Sulzburg des Bezirksamtes Müllheim

- 1921, 1. April:

Vergrößerung
- des Bezirksamtes Säckingen um die Gemeinde Warmbach des Bezirksamtes Lörrach (Eingemeindung nach Nollingen)

- 1921, 1. Juli:

Vergrößerung
- des Bezirksamtes Bruchsal um die Gemeinde Menzingen des Bezirksamtes Bretten
- des Bezirksamtes Donaueschingen um die Gemeinde Hammereisenbach-Bregenbach des Bezirksamtes Neustadt
- des Bezirksamtes Eberbach um die Gemeinde Brombach des Bezirksamtes Heidelberg
- des Bezirksamtes Ettlingen um die Gemeinden Auerbach, Langensteinbach und Spielberg des Bezirksamtes Durlach
- des Bezirksamtes Karlsruhe um die Gemeinde Forchheim des Bezirksamtes Ettlingen
- des Bezirksamtes Lahr um die Gemeinde Dörlinbach des Bezirksamtes Ettenheim
- des Bezirksamtes Mosbach um die Gemeinde Limbach des Bezirksamtes Buchen
- des Bezirksamtes Waldshut um die Gemeinde Breitenfeld des Bezirksamtes Bonndorf

- 1924, 1. April:

Auflösung
- des Bezirksamtes Baden und Aufteilung auf die Bezirksämter Bühl und Rastatt
- des Bezirksamtes Bonndorf und Aufteilung auf die Bezirksämter Donaueschingen, Neustadt und Waldshut
- des Bezirksamtes Boxberg und Aufteilung auf die Bezirksämter Adelsheim und Tauberbischofsheim
- des Bezirksamtes Breisach und Aufteilung auf die Bezirksämter Emmendingen und Freiburg
- des Bezirksamtes Durlach und Aufteilung auf die Bezirksämter Karlsruhe und Pforzheim
- des Bezirksamtes Eberbach und Aufteilung auf die Bezirksämter Heidelberg und Mosbach
- des Bezirksamtes Eppingen und Aufteilung auf die Bezirksämter Bretten, Bruchsal und Sinsheim
- des Bezirksamtes St. Blasien und Aufteilung auf die Bezirksämter Neustadt, Schopfheim und Waldshut
- des Bezirksamtes Triberg und Aufteilung auf die Bezirksämter Donaueschingen, Villingen und Wolfach

Eingliederung
- des Bezirksamtes Achern in das Bezirksamt Bühl
- des Bezirksamtes Ettenheim in das Bezirksamt Lahr
- des Bezirksamtes Schönau in das Bezirksamt Schopfheim
- des Bezirksamtes Schwetzingen in das Bezirksamt Mannheim

Vergrößerung
- des Bezirksamtes Adelsheim um zahlreiche Gemeinden des Bezirksamtes Boxberg
- des Bezirksamtes Bretten um die Gemeinden Mühlbach und Sulzfeld des Bezirksamtes Eppingen
- des Bezirksamtes Bruchsal um die Gemeinden Eichelberg, Elsenz, Landshausen und Tiefenbach des Bezirksamtes Eppingen
- des Bezirksamtes Buchen um die Gemeinde Reisenbach des Bezirksamtes Eberbach
- des Bezirksamtes Bühl um das Bezirksamt Achern und die Gemeinde Sinzheim des Bezirksamtes Baden
- des Bezirksamtes Donaueschingen um die Gemeinden Achdorf, Asselfingen, Epfenhofen, Eschach, Ewattingen, Fützen, Münchingen, Opferdingen und Reiselfingen des Bezirksamtes Bonndorf, die Gemeinden Furtwangen, Gütenbach, Neukirch und Rohrbach im Schwarzwald des Bezirksamtes Triberg sowie die Gemeinden Langenbach, Linach, Schönenbach und Vöhrenbach des Bezirksamtes Villingen
- des Bezirksamtes Emmendingen um die Gemeinden Bischoffingen, Jechtingen, Kiechlinsbergen, Königschaffhausen, Leiselheim und Sasbach des Bezirksamtes Breisach
- des Bezirksamtes Freiburg um die Gemeinden Achkarren, Bickensohl, Breisach, Burkheim, Gottenheim, Grezhausen, Gündlingen, Ihringen, Merdingen, Niederrimsingen, Oberbergen, Oberrimsingen, Oberrotweil, Schelingen und Wasenweiler des Bezirksamtes Breisach
- des Bezirksamtes Heidelberg um die Gemeinden Brombach, Eberbach, Friedrichsdorf, Haag, Moosbrunn, Pleutersbach, Rockenau, Schönbrunn und Schwanheim des Bezirksamtes Eberbach
- des Bezirksamtes Karlsruhe um die meisten Gemeinden des Bezirksamtes Durlach
- des Bezirksamtes Lahr um das Bezirksamt Ettenheim
- des Bezirksamtes Mannheim um das Bezirksamt Schwetzingen
- des Bezirksamtes Mosbach um die meisten Gemeinden des Bezirksamtes Eberbach
- des Bezirksamtes Neustadt um die Gemeinden St. Blasien, Bernau, Blasiwald, Häusern, Menzenschwand und Schluchsee des Bezirksamtes St. Blasien sowie die Gemeinden Bonndorf, Boll, Brunnadern, Ebnet, Faulenfürst, Grafenhausen, Gündelwangen, Holzschlag,  Schönenbach, Wellendingen und Wittlekofen des Bezirksamtes Bonndorf
- des Bezirksamtes Pforzheim um die Gemeinden Königsbach, Singen und Wilferdingen des Bezirksamtes Durlach
- des Bezirksamtes Rastatt um die Gemeinden Baden, Balg, Ebersteinburg, Haueneberstein, Oos und Sandweier des Bezirksamtes Baden
- des Bezirksamtes Schopfheim um das Bezirksamt Schönau sowie die Gemeinde Todtmoos des Bezirksamtes St. Blasien
- des Bezirksamtes Sinsheim um die Gemeinden Adelshofen, Berwangen, Eppingen, Gemmingen, Ittlingen, Richen, Rohrbach am Gießhübel, Schluchtern und Stebbach des Bezirksamtes Eppingen
- des Bezirksamtes Tauberbischofsheim um zahlreiche Gemeinden des Bezirksamtes Boxberg
- des Bezirksamtes Villingen um die Gemeinden Gremmelsbach, Langenschiltach, Nußbach, Rohrhardsberg, Schonach, Schönwald, Tennenbronn und Triberg des Bezirksamtes Triberg
- des Bezirksamtes Waldshut um die Gemeinden Amrigschwand, Höchenschwand, Ibach, Immeneich, Schlageten, Tiefenhäusern, Urberg, Wilfingen, Wittenschwand und Wolpadingen des Bezirksamtes St. Blasien sowie die meisten Gemeinden des Bezirksamtes Bonndorf
- des Bezirksamtes Wolfach um die Gemeinden Hornberg, Niederwasser und Reichenbach des Bezirksamtes Triberg

- 1924, 1. Juni:

Vergrößerung
- des Bezirksamtes Adelsheim um die Gemeinden Buch am Ahorn und Schwarzenbrunn des Bezirksamtes Tauberbischofsheim

- 1934, 1. April:

Vergrößerung
- des Bezirksamtes Offenburg um die Gemeinde Dundenheim des Bezirksamtes Lahr

- 1936, 1. Oktober:

Auflösung
- des Bezirksamtes Bretten und Aufteilung auf die Bezirksämter Bruchsal, Karlsruhe, Pforzheim und Sinsheim
- des Bezirksamtes Engen und Aufteilung auf die Bezirksämter Donaueschingen, Konstanz und Stockach
- des Bezirksamtes Ettlingen und Aufteilung auf die Bezirksämter Karlsruhe und Rastatt
- des Bezirksamtes Staufen und Aufteilung auf die Bezirksämter Freiburg und Müllheim
- des Bezirksamtes Waldkirch und Aufteilung auf die Bezirksämter Emmendingen, Freiburg und Wolfach

Eingliederung
- des Bezirksamtes Adelsheim in das Bezirksamt Buchen
- des Bezirksamtes Meßkirch in das Bezirksamt Stockach
- des Bezirksamtes Oberkirch in das Bezirksamt Offenburg
- des Bezirksamtes Pfullendorf in das Bezirksamt Überlingen
- des Bezirksamtes Weinheim in das Bezirksamt Mannheim

Vergrößerung
- des Bezirksamtes Bruchsal um die Gemeinden Bahnbrücken, Gochsheim, Gondelsheim, Münzesheim, Neibsheim und Oberacker des Bezirksamtes Bretten
- des Bezirksamtes Buchen um das Bezirksamt Adelsheim
- des Bezirksamtes Donaueschingen um die Gemeinden Aulfingen, Bargen, Biesendorf, Bittelbrunn, Emmingen ab Egg, Hattingen, Hintschingen, Immendingen, Kirchen und Hausen, Leipferdingen, Mauenheim, Möhringen, Stetten, Zimmerholz und Zimmern des Bezirksamtes Engen sowie die Gemeinde Grüningen des Bezirksamtes Villingen
- des Bezirksamtes Emmendingen um die meisten Gemeinden des Bezirksamtes Waldkirch
- des Bezirksamtes Freiburg um die Gemeinden Bischoffingen, Bötzingen, Eichstetten, Holzhausen, Jechtingen, Kiechlinsbergen und Leiselheim des Bezirksamtes Emmendingen, die Gemeinden Biengen, Bollschweil, Ehrenstetten, Feldkirch, Hartheim, Hausen an der Möhlin, Kirchhofen, Norsingen, Offnadingen, Pfaffenweiler und St. Ulrich des Bezirksamtes Staufen sowie die Gemeinden Föhrental, Heuweiler, Oberglottertal, Ohrensbach und Unterglottertal des Bezirksamtes Waldkirch
- des Bezirksamtes Heidelberg um das Bezirksamt Wiesloch
- des Bezirksamtes Karlsruhe um die Gemeinden Bauerbach, Bretten, Büchig, Diedelsheim, Dürrenbüchig, Flehingen, Gölshausen, Rinklingen und Wössingen des Bezirksamtes Bretten sowie bis auf Malsch alle Gemeinden des Bezirksamtes Ettlingen
- des Bezirksamtes Kehl um die Gemeinden Renchen und Wagshurst des Bezirksamtes Bühl sowie die Gemeinden Altenheim, Appenweier, Marlen, Müllen und Urloffen des Bezirksamtes Offenburg
- des Bezirksamtes Konstanz um die Gemeinden Anselfingen, Beuren am Ried, Binningen, Blumenfeld, Büßlingen, Duchtlingen, Ebringen, Ehingen, Engen, Hilzingen, Kommingen, Mühlhausen, Neuhausen, Nordhalden, Riedheim, Schlatt am Randen, Schlatt unter Krähen, Talheim, Tengen, Uttenhofen, Watterdingen, Weil, Weiterdingen, Welschingen und Wiechs des Bezirksamtes Engen
- des Bezirksamtes Lörrach um die meisten Gemeinden des Bezirksamtes Schopfheim
- des Bezirksamtes Mannheim um das Bezirksamt Weinheim
- des Bezirksamtes Müllheim um die Gemeinden Hertingen, Kandern, Riedlingen und Tannenkirch des Bezirksamtes Lörrach sowie die Gemeinden Bad Krozingen, Ballrechten, Bremgarten, Dottingen, Eschbach, Gallenweiler, Grißheim, Grunern, Heitersheim, Obermünstertal, Schlatt, Staufen, Sulzburg, Tunsel, Untermünstertal und Wettelbrunn des Bezirksamtes Staufen
- des Bezirksamtes Neustadt um die Gemeinden Bachheim, Ewattingen, Münchingen und Reiselfingen des Bezirksamtes Donaueschingen, die Gemeinden Breitnau und St. Märgen des  Bezirksamtes Freiburg sowie die Gemeinden Bernau, Brandenberg, Todtnau und Todtnauberg des Bezirksamtes Schopfheim
- des Bezirksamtes Offenburg um das Bezirksamt Oberkirch
- des Bezirksamtes Pforzheim um die Gemeinden Nußbaum, Ruit und Sprantal des Bezirksamtes Bretten
- des Bezirksamtes Rastatt um die Gemeinde Malsch des Bezirksamtes Ettlingen
- des Bezirksamtes Säckingen um die Gemeinden Dossenbach, Minseln, Nordschwaben, Todtmoos und Wehr des Bezirksamtes Schopfheim sowie die Gemeinden Albert, Engelschwand, Görwihl, Grunholz, Hartschwand, Hauenstein, Hochsal, Ibach, Luttingen, Niederwihl, Oberwihl, Rotzel, Rotzingen, Rüßwihl, Schachen, Schlageten, Segeten, Strittmatt, Urberg, Wilfingen, Wittenschwand und Wolpadingen des Bezirksamtes Waldshut
- des Bezirksamtes Sinsheim um die Gemeinden Kürnbach, Mühlbach, Sulzfeld und Zaisenhausen des Bezirksamtes Bretten sowie den Gemeinden Eichelberg, Elsenz, Landshausen und Tiefenbach des Bezirksamtes Bruchsal
- des Bezirksamtes Stockach um das Bezirksamt Meßkirch sowie die Gemeinden Aach, Eckartsbrunn und Honstetten des Bezirksamtes Engen
- des Bezirksamtes Tauberbischofsheim um das Bezirksamt Wertheim
- des Bezirksamtes Überlingen um das Bezirksamt Pfullendorf
- des Bezirksamtes Waldshut um die Gemeinden Epfenhofen und Fützen des Bezirksamtes Donaueschingen
- des Bezirksamtes Wolfach um die Gemeinden Nordrach, Oberentersbach, Unterentersbach, Unterharmersbach, und Zell am Harmersbach des Bezirksamtes Offenburg sowie die Gemeinde Prechtal des Bezirksamtes Waldkirch

- 1938, 1. April:

Eingliederung
- des Bezirksamtes Schopfheim in das Bezirksamt Lörrach
- des Bezirksamtes Wertheim in das Bezirksamt Tauberbischofsheim
- des Bezirksamtes Wiesloch in das Bezirksamt Heidelberg

- 1939, 1. Januar:

Umbenennung
- der Bezirksämter in Landkreise

- 1939, 1. April:

Vergrößerung
- des Landkreises Donaueschingen um die Gemeinden Epfenhofen und Fützen des Landkreises Waldshut sowie die Gemeinde Kommingen des Landkreises Konstanz
- des Landkreises Emmendingen um die Gemeinde Prechtal des Landkreises Wolfach
- des Landkreises Freiburg um die Gemeinde Schlatt des Landkreises Müllheim
- des Landkreises Karlsruhe um die Gemeinden Ruit und Sprantal des Landkreises Pforzheim sowie die Gemeinde Malsch des Landkreises Rastatt
- des Landkreises Konstanz um die Gemeinden Bargen, Biesendorf, Bittelbrunn und Zimmerholz des Landkreises Donaueschingen
- des Landkreises Neustadt um die Gemeinden Aftersteg und Muggenbrunn des Landkreises Lörrach
- des Landkreises Wolfach um die Gemeinde Prinzbach des Landkreises Lahr und die Gemeinde Biberach des Landkreises Offenburg

- 1939, 29. Juni:

Ausgliederung
- der Stadt Baden-Baden aus dem Landkreis Rastatt
- der Stadt Freiburg im Breisgau aus dem Landkreis Freiburg
- der Stadt Heidelberg aus dem Landkreis Heidelberg
- der Stadt Karlsruhe aus dem Landkreis Karlsruhe
- der Stadt Konstanz aus dem Landkreis Konstanz
- der Stadt Mannheim aus dem Landkreis Mannheim
- der Stadt Pforzheim aus dem Landkreis Pforzheim

- 1945, 26. November:

Vergrößerung
- des Landkreises Sinsheim um die Gemeinde Bad Wimpfen des Landkreises Bergstraße (Groß-Hessen)

Anzahl der Stadt- und Landkreise
| Datum           | Stadtkreise Veränderung | Bezirksämter (Landkreise) Veränderung | Stadtkreise Anzahl | Bezirksämter (Landkreise) Anzahl |
| --------------- | ----------------------- | ------------------------------------- | ------------------ | -------------------------------- |
| 1864            |                         |                                       | 0                  | 60                               |
| 1. Mai 1872     | 0                       | −8                                    | 0                  | 52                               |
| 1. Oktober 1898 | 0                       | +1                                    | 0                  | 53                               |
| 1. April 1924   | 0                       | −13                                   | 0                  | 40                               |
| 1. Oktober 1936 | 0                       | −10                                   | 0                  | 30                               |
| 1. April 1937   | 0                       | −1                                    | 0                  | 29                               |
| 1. April 1938   | 0                       | −2                                    | 0                  | 27                               |
| 29. Juni 1939   | +7                      | 0                                     | 7                  | 27                               |

### Braunschweig
- 1850

Vergrößerung
- des Kreises Braunschweig um die Gemeinden der Exklave Thedinghausen des Kreises Holzminden

- 1925, 1. April:

Ausgliederung
- der Stadt Braunschweig aus dem Kreis Braunschweig

- 1939, 1. Januar:

Umbenennung
- der Kreise in Landkreise

- 1941, 1. November:

Umgliederung
- der kreisfreien Stadt Goslar aus der Provinz Hannover in das Land Braunschweig
- des Landkreises Goslar aus der Provinz Hannover in das Land Braunschweig
- des Landkreises Holzminden aus dem Land Braunschweig in die Provinz Hannover

Vergrößerung
- des Landkreises Wolfenbüttel um die Gemeinden Baddeckenstedt, Binder, Groß Elbe, Groß Heere, Gustedt, Klein Elbe, Klein Heere, Rhene, Sehlde und Wartjenstedt des Landkreises Marienburg (Provinz Hannover) sowie um die Gemeinden Hornburg, Isingerode und Roklum des Landkreises Wernigerode (Provinz Sachsen)
- des Landkreises Marienburg (Provinz Hannover) um die Gemeinden Bodenburg und Östrum des Landkreises Gandersheim
- des Landkreises Oschersleben (Provinz Sachsen) um die Gemeinde Pabstorf des Landkreises Wolfenbüttel
- des Landkreises Peine (Provinz Hannover) um die Gemeinden Neuölsburg, Ölsburg und Woltorf des Landkreises Braunschweig
- des Landkreises Wernigerode (Provinz Sachsen) um die Gemeinde Hessen des Landkreises Wolfenbüttel

- 1942, 1. April:

- des Landkreises Goslar um die Gemeinde Ostharingen des Landkreises Gandersheim
- des Landkreises Wolfenbüttel um die Gemeinden Beinum,	Flachstöckheim, Groß Mahner, Hohenrode, Ohlendorf, Ringelheim und Salzgitter des Landkreises Goslar (Eingemeindung nach Watenstedt-Salzgitter)

- 1942, 17. April:

Ausgliederung
- der Stadt Watenstedt-Salzgitter aus dem Landkreis Wolfenbüttel

- 1945, Juli:

Teilung
- des Landkreises Blankenburg in zwei Landkreise, die beide den Namen Landkreis Blankenburg behielten, der später in Niedersachsen liegende westliche Landkreis auch mit der Bezeichnung Restkreis Blankenburg und Umgliederung des östlichen Landkreises Blankenburg in die Provinz Sachsen

Umgliederung
- der Gemeinden des Amtes Calvörde aus dem Landkreis Helmstedt in den Landkreis Gardelegen der Provinz Sachsen

Anzahl der Stadt- und Landkreise
| Datum            | Stadtkreise Veränderung | Kreise Veränderung | Stadtkreise Anzahl | Kreise Anzahl |
| ---------------- | ----------------------- | ------------------ | ------------------ | ------------- |
| 1. Januar 1833   |                         |                    | 0                  | 6             |
| 1850             | 0                       | 0                  | 0                  | 6             |
| 1. April 1925    | +1                      | 0                  | 1                  | 6             |
| 1. November 1941 | +1                      | 0                  | 2                  | 6             |
| 17. April 1942   | +1                      | 0                  | 3                  | 6             |

### Bremen
- 1827, 11. Januar:

Neubildung (Gründung)
- der Gemeinde Bremerhaven nach Umgliederung eines Gebiets des Königreichs Hannover

- 1849, 1. Januar:

Vergrößerung
- der Stadt Bremen um die Gebiete Pagentorn, Utbremen, Pauliner Marsch, Stephanikirchweide und Bürgerviehweide des Landgebiets

- 1851, 18. Oktober:

Neubildung
- der selbstständigen Stadt Bremerhaven

- 1852, 1. Januar:

Neubildung
- der selbstständigen Stadt Vegesack

- 1872, 3. Februar:

Vergrößerung
- der Stadt Bremen um die Gemeinde Stadtwerder des Landgebiets

- 1874, 9. Februar:

Eingliederung
- der Bremischen Landherrschaft links der Weser in den Landkreis Bremen
- der Bremischen Landherrschaft rechts der Weser in den Landkreis Bremen

Neubildung
- des Landkreises Bremen aus den Landherrschaften links und rechts der Weser

- 1902, 1. April:

Vergrößerung
- der Stadt Bremen um die Gemeinden Gröpelingen, Hastedt, Schwachhausen, Walle und Woltmershausen des Landkreises Bremen

- 1921, 1. April:

Vergrößerung
- der Stadt Bremen um die Gemeinden Grambke, Horn, Neuenland, Oslebshausen und Rablinghausen des Landkreises Bremen

- 1938, 1. April:

Eingliederung
- der selbstständigen Stadt Vegesack in den Landkreis Bremen

- 1939, 1. November:

Eingliederung
- der selbstständigen Stadt Bremerhaven in die kreisfreie Stadt Wesermünde (Provinz Hannover)

Vergrößerung
- der Stadt Bremen um die Gemeinden Büren, Grambkermoor und Lesumbrok des Landkreises Bremen, die Gemeinden Aumund, Blumenthal, Farge, Grohn, Lesum und Schönebeck des Kreises Osterholz (Provinz Hannover), sowie die Gemeinden Hemelingen und Mahndorf des Kreises Verden (Provinz Hannover)

- 1945, 27. April:

Bildung
- der Enklave Bremen aus den kreisfreien Städten Bremen und Wesermünde, Hannover, sowie aus den Landkreisen Bremen, Osterholz, Hannover, Wesermarsch, Oldenburg, und Wesermünde, Hannover, in der amerikanischen Besatzungszone, ohne die Länderzugehörigkeit der Verwaltungsgebiete anzutasten

- 1945, 1. Dezember:

Auflösung
- des Landkreises Bremen

Vergrößerung
- der Stadt Bremen um die Gemeinden Arsten, Blockland, Borgfeld, Habenhausen, Huchting, Lankenau, Lehesterdeich, Oberneuland-Rockwinkel, Osterholz, Seehausen und Strom des Landkreises Bremen

- 1945, 10. Dezember:

Umgliederung
- der Enklave ohne die kreisfreien Städte Bremen und Wesermünde in die britische Besatzungszone

- 1947, 1. Januar:

Umbenennung
- der kreisfreien Stadt Wesermünde, Hannover, in Bremerhaven, Hannover

- 1947:

Umgliederung
- der kreisfreien Stadt Bremerhaven aus Hannover nach Bremen

Anzahl der selbstständigen Städte und Landherrschaften (Landkreise)
| Datum            | Städte Veränderung | Landherrschaften (Landkreise) Veränderung | Städte Anzahl | Landherrschaften (Landkreise) Anzahl |
| ---------------- | ------------------ | ----------------------------------------- | ------------- | ------------------------------------ |
| 15. Juni 1817    |                    |                                           | 1             | 2                                    |
| 18. Oktober 1851 | +1                 | 0                                         | 2             | 2                                    |
| 1. Januar 1852   | +1                 | 0                                         | 3             | 2                                    |
| 9. Februar 1874  | 0                  | −1                                        | 3             | 1                                    |
| 1. April 1938    | −1                 | 0                                         | 2             | 1                                    |
| 1. November 1939 | −1                 | 0                                         | 1             | 1                                    |
| 1. Dezember 1945 | 0                  | −1                                        | 1             | 0                                    |
| 1947             | +1                 | 0                                         | 2             | 0                                    |

### Elsaß-Lothringen

#### Reichsland Elsaß-Lothringen1
- 1872, 8. November:

Vergrößerung
- des Kreises Molsheim um die Gemeinden Bellefosse, Belmont, Bliensbach, Fouday und Solbach des Kreises Schlettstadt
- des Kreises Schlettstadt um die Gemeinden Ebersmünster und Stotzheim des Kreises Erstein

- 1901, 8. April:

Auflösung
- des Kreises Diedenhofen und Aufteilung auf die Kreise Diedenhofen-Ost und Diedenhofen-West

Neubildung
- des Kreises Diedenhofen-Ost aus Gemeinden des Kreises Diedenhofen
- des Kreises Diedenhofen-West aus Gemeinden des Kreises Diedenhofen

- 1908, 1. April:

Vergrößerung
- des Stadtkreises Metz um die Gemeinden Devant-les-Ponts und Plantières des Landkreises Metz

- 1914, 1. April:

Vergrößerung
- des Stadtkreises Metz um die Gemeinde Sablon des Landkreises Metz

- 1918, 11. November:

Umgliederung
- Elsaß-Lothringens nach Frankreich

#### Elsaß-Lothringen unter deutscher Besatzung im Zweiten Weltkrieg
- 1940:

Umbenennung
- des Landkreises Colmar in Landkreis Kolmar

- 1940, 1. Oktober:

Umgliederung
- des Elsasses und Lothringens ins Deutsche Reich

- 1940, 8. Oktober:

Ausgliederung
- der Stadt Kolmar aus dem Landkreis Kolmar
- der Stadt Mülhausen aus dem Landkreis Mülhausen

- 1940, 1. Dezember:

Neubildung
- des Landkreises Diedenhofen aus den Landkreisen Diedenhofen-Ost und Diedenhofen-West (Wiedererrichtung)
- des Landkreises St. Avold aus den Landkreisen Bolchen und Forbach

Vergrößerung
- des Stadtkreises Straßburg um Gemeinden der Landkreise Erstein und Straßburg

- 1941, 25. Januar:

Umbenennung
- des Landkreises Château-Salins in Landkreis Salzburgen

- 1941, 1. April:

Auflösung
- des Landkreises Erstein und Aufteilung auf die Landkreise Molsheim, Schlettstadt und Straßburg

Vergrößerung
- des Stadtkreises Kolmar um jeweils eine Gemeinde der Landkreise Kolmar und Rappoltsweiler
- des Stadtkreises Mülhausen um Gemeinden des Landkreises Mülhausen
- des Landkreises Hagenau um Gemeinden des Landkreises Straßburg
- des Landkreises Molsheim um Gemeinden des Landkreises Erstein
- des Landkreises Mülhausen um Gemeinden des Landkreises Altkirch bei Abtretung von Gemeinden an den Stadtkreis Mülhausen
- des Landkreises Schlettstadt um Gemeinden des Landkreises Erstein
- des Landkreises Straßburg um Gemeinden des Landkreises Erstein bei Abtretung von Gemeinden an den Landkreis Hagenau

- 1941, 15. Mai:

Umgliederung
- Lothringens in den Gau Saar-Pfalz

- 1942, 1. April:

Vergrößerung
- des Stadtkreises Mülhausen um eine Gemeinde des Landkreises Mülhausen
- des Landkreises Hagenau um Gemeinden des Landkreises Zabern

- 1943, 1. April:

Vergrößerung
- des Stadtkreises Saarbrücken um Gemeinden des Landkreises St. Avold (als Verwaltungsbezirk Forbach)

Fußnote
1Schreibweise zur damaligen Zeit

### Hamburg
- 1875, 14. April:

Vergrößerung
- der Landherrenschaft Bergedorf um die Ortschaft Ost Krauel der Landherrenschaft der Marschlande

- 1894, 22. Juni:

Vergrößerung
- der Hansestadt Hamburg um die Vorstadt St. Pauli, die Vororte Rotherbaum, Harvestehude, Eimsbüttel, Eppendorf, Winterhude, Uhlenhorst, Barmbek, Eilbek, Hohenfelde, Borgfelde, Hamm, Horn, Billwerder Ausschlag, Steinwerder und Kleiner Grasbrook sowie um die Gemeinde Veddel der Landherrenschaft der Marschlande

- 1924, 2. Januar:

Neubildung
- der selbstständigen Städte Bergedorf, Cuxhaven und Geesthacht

- 1926, 19. November:

Eingliederung
- der Landherrenschaft Bergedorf in die Landherrenschaft Hamburg
- der Landherrenschaft der Geestlande in die Landherrenschaft Hamburg
- der Landherrenschaft der Marschlande in die Landherrenschaft Hamburg
- der Landherrenschaft Ritzebüttel in die Landherrenschaft Hamburg

Neubildung
- der Landherrenschaft Hamburg aus den Landherrenschaften der Geestlande, der der Marschlande, Bergedorf und Ritzebüttel

- 1934, 1. Juli:

Vergrößerung
- der selbstständigen Stadt Bergedorf um den Großteil der Gemeinde Curslack der Landherrenschaft Hamburg

- 1935, 6. Februar:

Vergrößerung
- der selbstständigen Stadt Cuxhaven um die Gemeinden Duhnen, Groden, Neuwerk, Stickenbüttel und Süderwisch-Westerwisch der Landherrenschaft Hamburg

- 1937, 1. April:

Eingliederung
- des Stadtkreises Altona, Schleswig-Holstein, als selbstständige Stadt in das Land Hamburg
- des Stadtkreises Harburg-Wilhelmsburg, Hannover, als selbstständige Stadt in das Land Hamburg
- des Stadtkreises Wandsbek, Schleswig-Holstein, als selbstständige Stadt in das Land Hamburg

Vergrößerung
- des Landes Hamburg um die Stadtkreise Altona (Schleswig-Holstein), Harburg-Wilhelmsburg (Provinz Hannover) und Wandsbek (Schleswig-Holstein), um die Gemeinden Altenwerder, Finkenwerder, Fischbek, Francop, Gut Moor, Kirchwerder, Langenbeck, Marmstorf, Neuenfelde, Neugraben, Neuland, Rönneburg und Sinstorf des Landkreises Harburg (Provinz Hannover), um die Gemeinde Lokstedt des Kreises Pinneberg (Schleswig-Holstein), um die Gemeinden Bergstedt, Billstedt, Bramfeld, Duvenstedt, Hummelsbüttel, Lemsahl-Mellingstedt, Lohbrügge, Poppenbüttel, Rahlstedt, Sasel, Steilshoop und Wellingsbüttel des Kreises Stormarn (Schleswig-Holstein) sowie um die Gemeinde Cranz des Kreises Stade (Provinz Hannover) bei Abtretung der Stadt Cuxhaven an Hannover, der Gemeinde Großhansdorf-Schmalenbeck an den Kreis Stormarn, Schleswig-Holstein, sowie der Stadt Geesthacht an den Kreis Herzogtum Lauenburg, Schleswig-Holstein
- des Kreises Herzogtum Lauenburg (Schleswig-Holstein) um die Stadt Geesthacht des Landes Hamburg
- des Kreises Stormarn (Schleswig-Holstein) um die Gemeinde Großhansdorf-Schmalenbeck des Landes Hamburg

- 1938, 1. April:

Eingliederung
- der Stadt Altona in die Hansestadt Hamburg
- der Stadt Bergedorf in die Hansestadt Hamburg
- der Stadt Harburg-Wilhelmsburg in die Hansestadt Hamburg
- der Stadt Wandsbek in die Hansestadt Hamburg

Vergrößerung
- der Hansestadt Hamburg um die Städte Altona, Bergedorf, Harburg-Wilhelmsburg und Wandsbek sowie um die Gemeinden der Landherrenschaft Hamburg

Anzahl der Städte und Landherrenschaften
| Datum             | Städte Veränderung | Landherrenschaften (Landkreise) Veränderung | Städte Anzahl | Landherrenschaften (Landkreise) Anzahl |
| ----------------- | ------------------ | ------------------------------------------- | ------------- | -------------------------------------- |
| 5. Juli 1874      |                    |                                             | 2             | 5                                      |
| 22. Juni 1894     | −1                 | −1                                          | 1             | 4                                      |
| 2. Januar 1924    | +3                 | 0                                           | 4             | 4                                      |
| 19. November 1926 | 0                  | −3                                          | 4             | 1                                      |
| 1. April 1937     | +1                 | 0                                           | 5             | 1                                      |
| 1. April 1938     | −4                 | −1                                          | 1             | 0                                      |

### Hessen

#### Kurfürstentum Hessen
- 1837, 1. Januar:

Vergrößerung
- des Kreises Fritzlar um die Gemeinde Densberg des Kreises Ziegenhain
- des Kreises Hersfeld um die Gemeinden Mecklar und Meckbach des Kreises Rotenburg
- des Kreises Homberg um die Gemeinde Römersberg des Kreises Fritzlar
- des Kreises Rotenburg um die Gemeinden Diemerode und Heyerode des Kreises Eschwege
- des Kreises Witzenhausen um die Gemeinden Dudenrode, Kammerbach und Orferode des Kreises Eschwege

- 1843, 5. Juli:

Vergrößerung
- des Kreises Homberg um die Gemeinde Unshausen des Kreises Melsungen

- 1843, 18. November:

Vergrößerung
- des Kreises Homberg um die Gemeinde Gombeth des Kreises Fritzlar

- 1856:

Vergrößerung
- des Kreises Fulda um die Gemeinde Rödergrund des Kreises Hünfeld

- 1860/61:

Vergrößerung
- des Kreises Schlüchtern um die bayerische Gemeinde Züntersbach

- 1866:

Vergrößerung
- des Kreises Kassel um die Gemeinde Wilhelmshausen des Kreises Hofgeismar

#### Großherzogtum und Volksstaat Hessen
- 1852, 12. Mai:

Eingliederung
- des Stadtkreises Mainz in den Kreis Mainz

- 1865, 1. August:[1][2]

Vergrößerung
- des Kreises Heppenheim um die Gemeinden Darsberg, Grein, Hirschhorn, Langenthal, Neckarhausen und Neckarsteinach des Kreises Lindenfels

- 1866, 3. Dezember:[3]

Vergrößerung
- des Kreises Alsfeld um die Gemeinden Ohmes, Ruhlkirchen, Seibelsdorf und Vockenrod des kurhessischen Kreises Kirchhain
- des Kreises Büdingen um den kurhessischen Teil der Gemeinde Mittel-Gründau des Kreises Hanau
- des Kreises Friedberg um die nassauischen Gemeinden Dorn-Assenheim und Reichelsheim sowie die Gemeinden Dorheim, Nauheim, Rödgen und Schwalheim des kurhessischen Kreises Hanau
- des Kreises Gießen um die Gemeinde Treis an der Lumda des kurhessischen Kreises Marburg
- des Kreises Offenbach um die Gemeinde Rumpenheim des kurhessischen Kreises Hanau
- des Kreises Vilbel um die Landgemeinden Dortelweil und Nieder-Erlenbach der Stadt Frankfurt am Main, die Gemeinde Massenheim des kurhessischen Kreises Hanau sowie die Gemeinde Harheim des nassauischen Amtes Höchst

- 1867, 4. Februar:

Umgliederung
- der Kreise Biedenkopf und Vöhl in die preußische Provinz Hessen-Nassau

- 1874, 1. Juli:

Auflösung
- des Kreises Grünberg und Aufteilung auf die Kreise Alsfeld, Gießen (Hauptteil) und Schotten
- des Kreises Lindenfels und Aufteilung auf die Kreise Bensheim, Erbach und Heppenheim
- des Kreises Neustadt und Aufteilung auf die Kreise Dieburg und Kreis Erbach (Hauptteil)
- des Kreises Nidda und Aufteilung auf die Kreise Büdingen (Hauptteil), Gießen und Schotten
- des Kreises Vilbel und Aufteilung auf die Kreise Büdingen, Friedberg (Hauptteil) und Offenbach

Eingliederung
- des Kreises Wimpfen in den Kreis Heppenheim

Vergrößerung
- des Kreises Alsfeld um die Gemeinden des Atzenhain, Bernsfeld, Ermenrod, Flensungen, Ilsdorf, Kirschgarten, Lehnheim, Merlau, Nieder-Ohmen, Ober-Ohmen, Ruppertenrod, Wettsaasen und Zeilbach des Kreises Grünberg
- des Kreises Bensheim um die Gemeinden Bobstadt, Bürstadt, Groß-Hausen, Hofheim, Klein-Hausen, Lampertheim und Lorsch des Kreise Kreises Heppenheim sowie die Gemeinden Glattbach, Knoden, Kolmbach, Laudenau, Lindenfels, Schannenbach, Schlierbach, Seidenbach, Seidenbuch, Winkel und Winterkasten des Kreises Lindenfels
- des Kreises Büdingen um die meisten Gemeinden des Kreises Nidda sowie die Gemeinden Altenstadt, Höchst an der Nidder, Oberau, Rodenbach und Rommelhausen des Kreises Vilbel
- des Kreises Darmstadt um die Gemeinde Malchen des Kreises Bensheim
- des Kreises Dieburg um die Gemeinden Frau-Nauses, Ober-Nauses, Schloß-Nauses und Wiebelsbach des Kreises Neustadt
- des Kreises Erbach um die meisten Gemeinden des Kreises Neustadt sowie die Gemeinden Bockenrod, Eberbach, Erzbach, Frohnhofen, Gersprenz, Groß-Gumpen, Kirch-Beerfurth, Klein-Gumpen, Nieder-Kainsbach, Ober-Kainsbach, Ober-Klein-Gumpen, Ober-Ostern, Pfaffen-Beerfurth, Reichelsheim, Rohrbach und Unter-Ostern des Kreises Lindenfels
- des Kreises Friedberg um die meisten Gemeinden des Kreises Vilbel
- des Kreises Gießen um zahlreiche Gemeinden der Kreise Grünberg und Nidda
- des Kreises Groß-Gerau um die Gemeinden Gernsheim und Klein-Rohrheim des Kreises Bensheim
- des Kreises Heppenheim um den Kreis Wimpfen und um die meisten Gemeinden des Kreises Lindenfels
- des Kreises Offenbach um die Gemeinde Steinbach (Taunus) des Kreises Vilbel
- des Kreises Schotten um die Gemeinden Helpershain, Köddingen, Meiches und Stumpertenrod des Kreises Alsfeld, die Gemeinden Groß-Eichen, Klein-Eichen und Unter-Seibertenrod des  Kreises Grünberg sowie die Gemeinden Eichelsdorf, Gedern, Glashütten, Mittel-Seemen, Nieder-Seemen, Ober-Lais, Ober-Schmitten, Ober-Seemen, Steinberg und Volkartshain des Kreises Nidda

- 1905, 1. Januar:

Vergrößerung
- des Bezirksamtes Bretten, Baden, um die Gemeinde Kürnbach des Kreises Heppenheim

- 1930, 1. Januar:

Vergrößerung
- des Kreises Mainz um die Gemeinden Bischofsheim und Ginsheim-Gustavsburg des Kreises Groß-Gerau (Eingemeindung nach Mainz)

- 1938, 1. November:

Auflösung
- des Kreises Bensheim und Aufteilung auf die Landkreise Bergstraße (Hauptteil), Darmstadt und Worms
- des Kreises Oppenheim und Aufteilung auf die Landkreise Alzey, Bingen und Mainz
- des Kreises Schotten und Aufteilung auf die Landkreise Alsfeld, Büdingen, Gießen und Lauterbach

Ausgliederung
- der Stadt Darmstadt aus dem Kreis Darmstadt
- der Stadt Gießen aus dem Kreis Gießen
- der Stadt Mainz aus dem Kreis Mainz
- der Stadt Offenbach am Main aus dem Kreis Offenbach
- der Stadt Worms aus dem Kreis Worms

Eingliederung
- des Kreises Heppenheim in den Landkreis Bergstraße

Neubildung
- des Landkreises Bergstraße aus dem Kreis Heppenheim und Gemeinden des Kreises Bensheim

Vergrößerung
- des Kreises Alsfeld um die Gemeinden Altenhain, Bobenhausen II, Groß-Eichen, Helpershain, Höckersdorf, Ilsdorf (Solms), Köddingen, Ober-Seibertenrod, Schmitten, Sellnrod, Stumpertenrod, Unter-Seibertenrod und Wohnfeld des Kreises Schotten
- des Kreises Alzey um Gemeinden Armsheim, Bechtolsheim, Biebelnheim, Ensheim, Gabsheim, Gau-Bickelheim, Gau-Weinheim, Nieder-Saulheim, Ober-Saulheim, Partenheim, Rommersheim, Schimsheim, Schornsheim, Spiesheim, Sulzheim, Udenheim, Vendersheim, Wallertheim, Wolfsheim und Wörrstadt des Kreises Oppenheim sowie die Gemeinden Blödesheim (heute Hochborn), Eppelsheim, Hangen-Weisheim und Ober-Flörsheim des Kreises Worms
- des Kreises Bingen um die Gemeinden Badenheim, Biebelsheim, Bosenheim, Hackenheim, Ippesheim, Pfaffen-Schwabenheim, Planig, Pleitersheim, Sankt Johann, Sprendlingen, Volxheim, Welgesheim und Zotzenheim des Kreises Alzey sowie um die Gemeinde Ober-Hilbersheim des Kreises Oppenheim
- des Kreises Büdingen um 26 Gemeinden des Kreises Schotten
- des Landkreises Darmstadt um die Gemeinden Alsbach, Balkhausen, Bickenbach, Hähnlein, Jugenheim, Ober-Beerbach und Seeheim des Kreises Bensheim sowie die Gemeinden Allertshofen, Brandau, Ernsthofen, Frankenhausen, Herchenrode, Hoxhohl, Lützelbach, Neunkirchen, Neutsch, Nieder-Modau, Ober-Modau, Rohrbach und Wembach des Kreises Dieburg
- des Landkreises Gießen um die Gemeinden Freienseen, Gonterskirchen, Klein-Eichen, Lardenbach, Laubach, Ruppertsburg und Wetterfeld des Kreises Schotten
- des Kreises Lauterbach um die Gemeinden Feldkrücken, Hartmannshain, Herchenhain, Kölzenhain, Meiches, Rebgeshain, Ulrichstein und Volkartshain des Kreises Schotten
- des Landkreises Mainz um 23 Gemeinden des Kreises Oppenheim
- des Landkreises Worms um die Gemeinden Biblis, Bobstadt, Bürstadt, Groß-Rohrheim, Hofheim, Lampertheim, Nordheim, Riedrode und Wattenheim des Kreises Bensheim

- 1939, 1. Januar:

Umbenennung
- der Kreise in Landkreise

- 1939, 1. April:

Vergrößerung
- der kreisfreien Stadt Gießen um die Gemeinden Kleinlinden und Wieseck des Landkreises Gießen

- 1942, 1. April:

Vergrößerung
- der kreisfreien Stadt Offenbach am Main um die Gemeinde Rumpenheim des Landkreises Offenbach
- der kreisfreien Stadt Worms um die Gemeinden Herrnsheim, Horchheim, Leiselheim und Weinsheim des Landkreises Worms

Anzahl der Stadt- und Landkreise
| Datum            | Stadtkreise Veränderung | Kreise Veränderung | Stadtkreise Anzahl | Kreise Anzahl |
| ---------------- | ----------------------- | ------------------ | ------------------ | ------------- |
| 12. Mai 1852     |                         |                    | 0                  | 26            |
| 4. Februar 1867  | 0                       | −2                 | 0                  | 24            |
| 1. Juli 1874     | 0                       | −6                 | 0                  | 18            |
| 1. November 1938 | +5                      | −3                 | 5                  | 15            |

### Lippe
- 1823, März:

Neubildung
- des Amtes Lage aus den Vogteien Heiden und Lage des Amtes Detmold

- 1850, 17. Mai:

Ende des Kondominiums (Lippe und Preußen) der Stadt Lippstadt und vollständige Eingliederung in den Kreis Lippstadt (Preußen, Provinz Westfalen)
- 1851, 18. August:

Neubildung
- des Amtes Hohenhausen aus der Vogtei Hohenhausen des Amtes Varenholz

- 1879, 23. Juli:

Auflösung
- aller Ämter

Neubildung
- des Verwaltungsamtes Blomberg aus den Ämtern Blomberg, Schieder und Schwalenberg
- des Verwaltungsamtes Brake aus den Ämtern Brake, Hohenhausen, Sternberg-Barntrup und Varenholz
- des Verwaltungsamtes Detmold aus den Ämtern Detmold, Horn und Lage
- des Verwaltungsamtes Schötmar aus den Ämtern Oerlinghausen und Schötmar
- des Verwaltungsamtes Lipperode-Cappel aus dem Amt Lipperode
- des amtsfreien Flecken Schwalenberg

- 1914, 14. April:

Umbenennung
- der amtsfreien Stadt Salzuflen in Bad Salzuflen

- 1921, 1. April:

Ausgliederung
- der Stadt Schötmar aus dem Verwaltungsamt Schötmar

- 1926:

Ausgliederung
- der Stadt Oerlinghausen aus dem Verwaltungsamt Schötmar

- 1927, 1. November:

Auflösung
- aller Verwaltungsämter

Neubildung
- des Landratsamtes Blomberg aus dem Verwaltungsamt Blomberg
- des Landratsamtes Brake aus dem Verwaltungsamt Brake
- des Landratsamtes Detmold aus den Verwaltungsämtern Detmold und Lipperode-Cappel
- des Landratsamtes Schötmar aus dem Verwaltungsamt Schötmar

- 1932, 1. April:

Auflösung
- aller Landratsämter

Eingliederung
- der amtsfreien Stadt Barntrup in den Kreis Lemgo
- der amtsfreien Stadt Horn in den Kreis Detmold
- der amtsfreien Stadt Lage in den Kreis Detmold
- der amtsfreien Stadt Oerlinghausen in den Kreis Lemgo
- der amtsfreien Stadt Schwalenberg in den Kreis Detmold
- der amtsfreien Stadt Schötmar in die nunmehr kreisfreie Stadt Bad Salzuflen
- des Landratsamtes Blomberg in den Kreis Detmold
- des Landratsamtes Brake in den Kreis Lemgo
- des Landratsamtes Detmold in den Kreis Detmold
- des Landratsamtes Schötmar in den Kreis Lemgo

Neubildung
- des Kreises Detmold aus den amtsfreien Städten Horn, Lage und Schwalenberg sowie aus den Landratsämtern Detmold und Blomberg
- des Kreises Lemgo aus den selbstständigen Städten Barntrup und Oerlinghausen sowie aus den Landratsämtern Brake und Schötmar

- 1933, 1. April:

Verkleinerung
- der kreisfreien Stadt Bad Salzuflen um die Stadt Schötmar

Eingliederung
- der Stadt Schötmar in den Kreis Lemgo

- 1934, 1. April:

Eingliederung
- der kreisfreien Stadt Detmold in den Kreis Detmold
- der kreisfreien Stadt Bad Salzuflen in den Kreis Lemgo
- der kreisfreien Stadt Lemgo in den Kreis Lemgo

Vergrößerung
- des Kreises Detmold um die kreisfreie Stadt Detmold
- des Kreises Lemgo um die kreisfreien Städte Bad Salzuflen und Lemgo

Anzahl der selbstständigen Städte und Ämter (Landkreise)
| Datum            | Stadtkreise Veränderung | Ämter Kreise Veränderung | Stadtkreise Anzahl | Ämter Kreise Anzahl |
| ---------------- | ----------------------- | ------------------------ | ------------------ | ------------------- |
| 1816             |                         |                          | 8                  | 11                  |
| 1823             | 0                       | +1                       | 8                  | 12                  |
| 17. Mai 1850     | −1                      | 0                        | 7                  | 12                  |
| 18. August 1851  | 0                       | +1                       | 7                  | 13                  |
| 23. Juli 1879    | +1                      | −8                       | 8                  | 5                   |
| 1921             | +1                      | 0                        | 9                  | 5                   |
| 1926             | +1                      | 0                        | 10                 | 5                   |
| 1. November 1927 | 0                       | −1                       | 10                 | 4                   |
| 1. April 1932    | −7                      | −2                       | 3                  | 2                   |
| 1. April 1934    | −3                      | 0                        | 0                  | 2                   |

### Lübeck
- 1852, 1. Januar:

Neueinteilung des Landes
- in das Landamt Lübeck, das Stadtamt Lübeck und das Amt Travemünde

- 1868, 1. Januar:

Umgliederung des Kondominiums Bergedorf nach Hamburg
- 1871:

Eingliederung
- des Landamtes Lübeck in das Stadt- und Landamt Lübeck
- des Stadtamtes Lübeck in das Stadt- und Landamt Lübeck

Neubildung
- des Stadt- und Landamtes Lübeck aus dem Landamt Lübeck und dem Stadtamt Lübeck

- 1879:

Eingliederung
- des Amtes Travemünde in das Stadt- und Landamt Lübeck

- 1913:

Eingliederung
- der Gemeinde Travemünde in die Stadt Lübeck

- 1937, 1. April:

Neubildung
- des Kreises Eutin (Schleswig-Holstein) aus dem Landesteil Lübeck des Landes Oldenburg sowie den Gemeinden Kurau, Dissau, Krumbeck und Malkendorf des Landes Lübeck

Umgliederung
- der Stadt Lübeck nach Schleswig-Holstein

Vergrößerung
- des Kreises Herzogtum Lauenburg (Schleswig-Holstein) um die Gemeinden Düchelsdorf, Sierksrade, Behlendorf, Hollenbek, Albsfelde, Giesensdorf, Harmsdorf, Nusse, Poggensee, Ritzerau, Groß Schretstaken, Klein Schretstaken und Tramm des Landes Lübeck
- des Kreises Schönberg (Mecklenburg) um die Gemeinden Schattin und Utecht des Landes Lübeck

Anzahl der Stadt- und Landämter
| Datum         | Stadtämter Veränderung | Landämter Veränderung | Stadtämter Anzahl | Landämter Anzahl |
| ------------- | ---------------------- | --------------------- | ----------------- | ---------------- |
| 1815          |                        |                       | 1                 | 2                |
| 1871          | −1                     | 0                     | 0                 | 2                |
| 1879          | 0                      | −1                    | 0                 | 1                |
| 1. April 1937 | 0                      | −1                    | 0                 | 0                |

### Mecklenburg
- 1934, 1. Januar:

Gründung (Neubildung)
- des Landes Mecklenburg aus den Ländern Mecklenburg-Schwerin und Mecklenburg-Strelitz

- 1934, 15. Januar:

Eingliederung
- des Kreises Grevesmühlen und der kreisfreien Stadt Schönberg in den Kreis Schönberg
- des Kreises Stargard sowie der kreisfreien Städte Feldberg, Friedland, Fürstenberg, Mirow, Stargard, Wesenberg und Woldegk in den Kreis Strelitz

Vergrößerung
- des Kreises Schönberg um den Kreis Grevesmühlen und die kreisfreie Stadt Schönberg
- des Kreises Strelitz um den Kreis Stargard und die kreisfreien Städte Feldberg, Friedland, Fürstenberg, Mirow, Stargard, Wesenberg und Woldegk

- 1934, 16. März:

Umbenennung
- des Kreises Strelitz in Kreis Stargard

- 1934, 21. März:

Vergrößerung
- des Stadtkreises Rostock um die Gemeinden Diedrichshagen, Gehlsdorf, Groß Klein, Lütten Klein, Marienehe, Schmarl und Schutow des Landkreises Rostock

- 1934, 1. April:

Vergrößerung
- des Stadtkreises Neustrelitz um die Gemeinde Zierke des Kreises Stargard

- 1936, 1. Oktober:

Vergrößerung
- des Stadtkreises Schwerin um die Gemeinden

Friedrichsthal, Groß Medewege, Klein Medewege, Krebsförden, Mueß, Warnitz und Wickendorf des Landkreises Schwerin
- 1937, 1. April:

Vergrößerung
- des Kreises Herzogtum Lauenburg (Provinz Schleswig-Holstein) um die Gemeinden Hammer, Mannhagen, Panten, Horst, Walksfelde und Domhof Ratzeburg des Kreises Schönberg
- des Kreises Malchin um die Gemeinden Pinnow, Rottmannshagen und Zettemin des Kreises Demmin (Provinz Pommern)
- des Kreises Ostprignitz (Provinz Brandenburg) um die Gemeinden Netzeband, Rossow und Schönberg des Kreises Waren
- des Kreises Parchim um den Gemeindeteil Quaslinermühle des Kreises Ostprignitz, Brandenburg
- des Kreises Schönberg um die Gemeinden Schattin und Utecht des Landes Lübeck

- 1938, 1. April:

Vergrößerung
- des Kreises Parchim um die Gemeinde Hohen Pritz des Landkreises Wismar

- 1939, 1. April:

Vergrößerung
- des Kreises Stargard um die Gemeinde Liepen bei Kratzeburg des Kreises Waren

- 1939, 1. Oktober:

Vergrößerung
- des Stadtkreises Wismar um die Gemeinden Dorf Redentin, Hof Redentin und Wendorf des Landkreises Wismar

- 1944, 1. April:

Vergrößerung
- des Stadtkreises Neubrandenburg um die Gemeinde Küssow des Kreises Stargard

- 1945

Umgliederung
- des Stadtkreises Greifswald von der preußischen Provinz Pommern in das Land Mecklenburg
- des Stadtkreises Stralsund von der preußischen Provinz Pommern in das Land Mecklenburg
- des Landkreises Anklam von der preußischen Provinz Pommern in das Land Mecklenburg
- des Landkreises Demmin von der preußischen Provinz Pommern in das Land Mecklenburg
- des Landkreises Greifswald von der preußischen Provinz Pommern in das Land Mecklenburg
- des Landkreises Grimmen von der preußischen Provinz Pommern in das Land Mecklenburg
- des Landkreises Randow von der preußischen Provinz Pommern in das Land Mecklenburg
- des Landkreises Rügen von der preußischen Provinz Pommern in das Land Mecklenburg
- des Landkreises Stralsund von der preußischen Provinz Pommern in das Land Mecklenburg
- des Landkreises Ueckermünde von der preußischen Provinz Pommern in das Land Mecklenburg
- des Landkreises Usedom von der preußischen Provinz Pommern in das Land Mecklenburg
- der rechtselbischen Gemeinden des Landkreises Lüneburg der preußischen Provinz Hannover in den Landkreis Hagenow

- 1946 , 1. April:

Auflösung
- des Landkreises Stargard und Aufteilung auf die Landkreise Neubrandenburg und Neustrelitz

Eingliederung
- des Stadtkreises Neubrandenburg in den Landkreis Neubrandenburg
- des Stadtkreises Neustrelitz in den Landkreis Neustrelitz

Neubildung
- des Landkreises Neubrandenburg aus Gemeinden des Landkreises Stargard und dem Stadtkreis Neubrandenburg
- des Landkreises Neustrelitz aus Gemeinden des Landkreises Stargard und dem Stadtkreis Neustrelitz

- 1948, 1. Dezember:

Vergrößerung
- des Landkreises Malchin um die Gemeinden Kummerow und Leuschentin des Landkreises Demmin

Anzahl der Stadt- und Landkreise
| Datum             | Stadtkreise Veränderung | Kreise Veränderung | Stadtkreise Anzahl | Kreise Anzahl |
| ----------------- | ----------------------- | ------------------ | ------------------ | ------------- |
| 1. Januar 1934    |                         |                    | 14                 | 13            |
| 15. Januar 1934   | 0                       | −2                 | 14                 | 11            |
| 1. April 1935     | −8                      | 0                  | 6                  | 11            |
| 31. Dezember 1945 | +2                      | +9                 | 8                  | 20            |
| 31. März 1946     | −2                      | +1                 | 6                  | 21            |

#### Mecklenburg-Schwerin
- 1816:

Neubildung
- des Amtes Sülze aus Gemeinden des Amtes Ribnitz

- 1819:

Eingliederung
- des Amtes Gadebusch in das Amt Gadebusch-Rehna
- des Amtes Rehna in das Amt Gadebusch-Rehna

Neubildung
- des Amtes Gadebusch-Rehna aus den Ämtern Gadebusch und Rehna

- 1820:

Vergrößerung
- des Amtes Dömitz um Gemeinden des Amtes Hagenow

- 1821, 24. September:

Vergrößerung
- des Amtes Grevesmühlen um Gemeinden des Amtes Gadebusch-Rehna

- 1828, 24. Juni:

Eingliederung
- des Amtes Güstrow in das Amt Güstrow-Rossewitz
- des Amtes Mecklenburg in das Amt Wismar-Poel-Mecklenburg
- des Amtes Rossewitz in das Amt Güstrow-Rossewitz
- des Amtes Wismar-Poel in das Amt Wismar-Poel-Mecklenburg

Neubildung
- des Amtes Güstrow-Rossewitz aus den Ämtern Güstrow und Rossewitz
- des Amtes Wismar-Poel-Mecklenburg aus den Ämtern Mecklenburg und Wismar-Poel

- 1829, 24. Juni:

Vergrößerung
- der Stadt Schwaan um eine Gemeinde des Amtes Schwaan
- des Amtes Schwaan um Gemeinden des Amtes Güstrow-Rossewitz bei Abtretung einer Gemeinde an die Stadt Schwaan

- 1830, 24. Juni:

Neubildung
- des Amtes Lübtheen aus Gemeinden des Amtes Hagenow

- 1831, 24. Juni:

Eingliederung
- des Amtes Redentin in das Amt Wismar-Poel-Mecklenburg-Redentin
- des Amtes Wismar-Poel-Mecklenburg in das Amt Wismar-Poel-Mecklenburg-Redentin

Neubildung
- des Amtes Wismar-Poel-Mecklenburg-Redentin aus den Ämtern Redentin und Wismar-Poel-Mecklenburg

- 1832, 24. Juni:

Vergrößerung
- des Amtes Bukow um Gemeinden des Amtes Wismar-Poel-Mecklenburg-Redentin

- 1833:

Eingliederung
- des Amtes Neukloster in das Amt Warin-Neukloster-Sternberg-Tempzin
- des Amtes Warin-Sternberg-Tempzin in das Amt Warin-Neukloster-Sternberg-Tempzin

Neubildung
- des Amtes Warin-Neukloster-Sternberg-Tempzin aus den Ämtern Neukloster und Warin-Sternberg-Tempzin

- 1834:

Eingliederung
- des Amtes Wittenburg-Walsmühlen in das Amt Wittenburg-Walsmühlen-Zarrentin
- des Amtes Zarrentin in das Amt Wittenburg-Walsmühlen-Zarrentin

Neubildung
- des Amtes Wittenburg-Walsmühlen-Zarrentin aus den Ämtern Wittenburg-Walsmühlen und Zarrentin

- 1835:

Vergrößerung
- des Amtes Hagenow um Gemeinden des Amtes Schwerin

- 1837:

Vergrößerung
- des Amtes Doberan um Gemeinden des Amtes Schwaan

- 1841:

Vergrößerung
- des Amtes Goldberg-Plau um Gemeinden des Amtes Lübz
- des Amtes Lübz um Gemeinden des Amtes Plau bei Abtretung von Gemeinden an das Amt Goldberg-Plau

- 1844:

Vergrößerung
- des Amtes Dömitz um Gemeinden des Amtes Eldena

- 1852:

Vergrößerung
- des Amtes Mecklenburg um Gemeinden des Amtes Grevesmühlen

- 1857, 24. Juni:

Vergrößerung
- des Amtes Toitenwinkel um Gemeinden der Ämter Doberan, Ribnitz und Schwaan

- 1858, 24. Juni:

Vergrößerung
- des Amtes Schwaan um Gemeinden des Amtes Güstrow-Rossewitz

- 1861, 1. Juli:

Vergrößerung
- des Amtes Grabow um Gemeinden des Amtes Neustadt in Mecklenburg
- des Amtes Hagenow um Gemeinden des Amtes Neustadt in Mecklenburg bei Abtretung von Gemeinden an das Amt Lübtheen
- des Amtes Lübtheen um Gemeinden des Amtes Hagenow

- 1864, 24. Juni:

Vergrößerung
- des Amtes Dömitz um Gemeinden des Amtes Grabow

- 1870, 24. Juni:

Vergrößerung
- des Amtes Lübz um eine Gemeinde des Amtes Crivitz
- des Amtes Neustadt in Mecklenburg um eine Gemeinde des Amtes Marnitz

- 1877, 1. Januar:

Vergrößerung
- des Amtes Crivitz um eine Gemeinde des Amtes Goldberg

- 1879, 1. Oktober:

Auflösung
- des Amtes Goldberg-Plau und Aufteilung auf die Ämter Crivitz, Güstrow-Rossewitz, Lübz und Wredenhagen
- des Amtes Sülze und Aufteilung auf die Ämter Dargun und Ribnitz

Eingliederung
- des Amtes Lübtheen in das Amt Hagenow

Vergrößerung
- des Amtes Bukow um eine Gemeinde des Amtes Doberan
- des Amtes Bützow um jeweils eine Gemeinde der Ämter Güstrow-Rossewitz, Schwaan und Warin
- des Amtes Crivitz um Gemeinden der Ämter Goldberg-Plau und Warin
- des Amtes Dargun um Gemeinden des Amtes Sülze
- des Amtes Grabow um eine Gemeinde des Amtes Hagenow
- des Amtes Güstrow-Rossewitz um Gemeinden des Amtes Goldberg-Plau bei Abtretung einer Gemeinde an das Amt Bützow
- des Amtes Hagenow um das Amt Lübtheen bei Abtretung einer Gemeinde an das Amt Grabow
- des Amtes Lübz um Gemeinden des Amtes Goldberg-Plau
- des Amtes Ribnitz um Gemeinden des Amtes Sülze bei Abtretung einer Gemeinde an das Amt Toitenwinkel
- des Amtes Toitenwinkel um Gemeinden des Amtes Ribnitz
- des Amtes Wismar um eine Gemeinde des Amtes Schwerin
- des Amtes Wredenhagen um Gemeinden des Amtes Goldberg-Plau

- 1910, 1. Juli:

Neubildung 
- des Amtes Lübtheen aus Gemeinden des Amtes Hagenow (Wiedererrichtung)

- 1921, 1. April: [4]

Auflösung 
- des Amtes Crivitz und Aufteilung auf die Ämter Lübz, Neustadt in Mecklenburg, Schwerin, und Warin
- des Amtes Dargun-Gnoien-Neukalen und Aufteilung auf die Ämter Dargun (Hauptteil), Stavenhagen, und Rostock
- des Amtes Gadebusch-Rehna und Aufteilung auf die Ämter Grevesmühlen und Schwerin
- des Amtes Lübz-Marnitz und Aufteilung auf die Ämter Lübz und Neustadt in Mecklenburg
- des Amtes Schwaan und Aufteilung auf die Ämter Bützow und Rostock
- des Amtes Wittenburg-Walsmühlen-Zarrentin und Aufteilung auf die Ämter Boizenburg, Hagenow, und Schwerin
- des Amtes Wredenhagen und Aufteilung auf die Ämter Röbel und Waren

Eingliederung 
- der Stadt Boizenburg in das Amt Boizenburg
- der Stadt Brüel in das Amt Warin
- der Stadt Bützow in das Amt Bützow
- der Stadt Crivitz in das Amt Schwerin
- der Stadt Doberan in das Amt Doberan
- der Stadt Dömitz in das Amt Grabow
- der Stadt Gadebusch in das Amt Schwerin
- der Stadt Gnoien in das Amt Dargun
- der Stadt Goldberg in das Amt Lübz
- der Stadt Grabow in das Amt Grabow
- der Stadt Grevesmühlen in das Amt Grevesmühlen
- der Stadt Hagenow in das Amt Hagenow
- der Stadt Krakow in das Amt Güstrow
- der Stadt Kröpelin in das Amt Doberan
- der Stadt Laage in das Amt Güstrow
- der Stadt Lübz in das Amt Lübz
- der Stadt Ludwigslust in das Amt Grabow
- der Stadt Malchin in das Amt Stavenhagen
- der Stadt Malchow in das Amt Röbel
- der Stadt Marlow in das Amt Rostock
- der Stadt Neubukow in das Amt Doberan
- der Stadt Neukalen in das Amt Dargun
- der Stadt Neustadt in Mecklenburg in das Amt Neustadt in Mecklenburg
- der Stadt Parchim in das Amt Neustadt in Mecklenburg
- der Stadt Penzlin in das Amt Waren
- der Stadt Plau in das Amt Lübz
- der Stadt Rehna in das Amt Grevesmühlen
- der Stadt Ribnitz in das Amt Rostock
- der Stadt Röbel in das Amt Röbel
- der Stadt Schwaan in das Amt Bützow
- der Stadt Stavenhagen in das Amt Stavenhagen
- der Stadt Sternberg in das Amt Warin
- der Stadt Sülze in das Amt Rostock
- der Stadt Tessin in das Amt Rostock
- der Stadt Teterow in das Amt Stavenhagen
- der Stadt Waren in das Amt Waren
- der Stadt Warin in das Amt Warin
- der Stadt Wittenburg in das Amt Hagenow
- des Amtes Bukow in das Amt Doberan
- des Amtes Bützow-Rühn in das Amt Bützow
- des Amtes Dömitz in das Amt Grabow
- des Amtes Grabow-Eldena in das Amt Grabow
- des Amtes Grevesmühlen-Plüschow in das Amt Grevesmühlen
- des Amtes Güstrow-Rossewitz in das Amt Güstrow
- des Amtes Hagenow-Toddin-Bakendorf in das Amt Hagenow
- des Amtes Lübtheen in das Amt Hagenow
- des Amtes Ribnitz in das Amt Rostock
- des Amtes Toitenwinkel in das Amt Rostock
- des Amtes Warin-Neukloster-Sternberg-Tempzin in das Amt Warin

Neubildung 
- des Amtes Bützow aus der Stadt Bützow und aus den Ämtern Bützow-Rühn und Schwaan
- des Amtes Dargun aus den Städten Gnoien und Neukalen und aus Gemeinden des Amtes Dargun-Gnoien-Neukalen
- des Amtes Grabow aus der Stadt Grabow und aus dem Amt Grabow-Eldena
- des Amtes Güstrow aus den Städten Krakow, Laage und Schwaan und aus dem Amt Güstrow-Rossewitz
- des Amtes Hagenow aus den Städten Hagenow und Wittenburg und aus den Ämtern Hagenow-Toddin-Bakendorf, Lübtheen und Wittenburg-Walsmühlen-Zarrentin
- des Amtes Lübz aus den Städten Goldberg, Lübz, und Plau und aus dem Amt Lübz-Marnitz und Neustadt in Mecklenburg
- des Amtes Röbel aus den Städten Malchow und Röbel und aus Gemeinden des Amtes Wredenhagen
- des Amtes Rostock aus den Städten Marlow, Ribnitz, Sülze, und Tessin sowie aus den Ämtern Ribnitz und Toitenwinkel
- des Amtes Waren aus den Städten Waren und Penzlin und aus Gemeinden des Amtes Wredenhagen
- des Amtes Warin aus den Städten Brüel, Sternberg, und Warin sowie aus den Ämtern Crivitz und Warin-Neukloster-Sternberg-Tempzin

Umbenennung 
- des Amtes Wismar-Poel-Mecklenburg-Redentin in Amt Wismar

Vergrößerung 
- des Amtes Boizenburg um die Stadt Boizenburg und aus Gemeinden des Amtes Wittenburg-Walsmühlen-Zarrentin
- des Amtes Doberan um die Städte Doberan, Kröpelin, und Neubukow sowie um das Amt Bukow
- des Amtes Grevesmühlen um die Städte Grevesmühlen und Rehna und um Gemeinden des Amtes  Gadebusch-Rehna
- des Amtes Neustadt in Mecklenburg um die Stadt Neustadt in Mecklenburg und aus Gemeinden den Ämtern Crivitz und Lübz-Marnitz
- des Amtes Schwerin um die Stadt Gadebusch und um Gemeinden den Ämtern Crivitz, Gadebusch-Rehna, und Wittenburg-Walsmühlen-Zarrentin
- des Amtes Stavenhagen um die Städte Stavenhagen und Teterow bei Abtretung von Gemeinden an das Amt Waren

- 1925, 11. November:

Auflösung 
- des Amtes Bützow und Aufteilung auf die Ämter Güstrow (Hauptteil) und Rostock
- des Amtes Doberan und Aufteilung auf die Ämter Rostock und Wismar
- des Amtes Neustadt in Mecklenburg und Aufteilung auf die Ämter Ludwigslust, Parchim, und Schwerin
- des Amtes Warin und Aufteilung auf die Ämter Güstrow, Schwerin, und Wismar (Hauptteil)

Eingliederung 
- des Amtes Boizenburg in das Amt Hagenow
- des Amtes Dargun in das Amt Malchin
- des Amtes Grabow in das Amt Ludwigslust
- des Amtes Lübz in das Amt Parchim
- des Amtes Röbel in das Amt Waren
- des Amtes Stavenhagen in das Amt Malchin

Neubildung 
- des Amtes Ludwigslust aus Gemeinden der Ämter Grabow, Neustadt, und Schwerin
- des Amtes Malchin aus der Ämter Dargun und Stavenhagen
- des Amtes Parchim aus Gemeinden der Ämter Neustadt und Lübz

Vergrößerung 
- des Amtes Güstrow um Gemeinden der Ämter Bützow, Doberan, und Warin bei Abtretung von Gemeinden des Amtes Rostock
- des Amtes Hagenow um das Amt Boizenburg
- des Amtes Rostock um Gemeinden der Ämter Bützow, Doberan, und Güstrow
- des Amtes Schwerin aus Gemeinden des Amtes Neustadt
- des Amtes Waren um das Amt Röbel
- des Amtes Wismar um das Amt Warin

- 1926, 16. November:[5]

Vergrößerung 
- des Amtes Güstrow um die Gemeinde Klein Raden des Amtes Wismar
- des Amtes Ludwigslust um die Gemeinden Alt Krenzlin und Neu Krenzlin des Amtes Hagenow
- des Amtes Parchim um die Gemeinden Dorf Groß Niendorf und Hof Groß Niendorf des Amtes Wismar sowie um die Gemeinden Steinbeck-Primank und Stolpe des Amtes Ludwigslust
- des Amtes Rostock um die Gemeinden Groß Potrems-Wendorf, Hohen Lukow, Matersen und Scharstorf-Klein Potrems des Amtes Güstrow, die Gemeinden Nustrow und Woltow des Amtes Malchin sowie die Gemeinden Bastorf-Meschendorf, Kägsdorf und Rosenhagen des Amtes Wismar
- des Amtes Schwerin um die Gemeinden Bülow-Badegow-Müggenburg, Demen, Dorf Barnin, Dorf Zapel, Hof Barnin, Hof Zapel, Kobande, Radepohl, Ruthenbeck, Tramm und Wessin des Amtes Parchim sowie die Gemeinden Buerbeck-Einhusen-Sparower Mühle, Flessenow, Prestin und Runow-Hof Speuß-Dorf Speuß des Amtes Wismar
- des Amtes Wismar um die Gemeinde Warnkenhagen des Amtes Güstrow

- 1928, 1. Januar:

Vergrößerung
- des Stadtkreises Schwerin um die Gemeinden Ostorf und Lankow des Amtes Schwerin

- 1931, 18. April:

Umgliederung
- der Gemeinde Dodow des Amtes Schönberg (Mecklenburg-Strelitz) in das Amt Hagenow
- der Gemeinde Langhagen des Amtes Stavenhagen in das Amt Strelitz (Mecklenburg-Strelitz)

- 1934, 1. Januar:

Eingliederung
- des Landes Mecklenburg-Schwerin in das Land Mecklenburg

Anzahl der amtsfreien Städte und Ämter
| Datum             | Amtsfreie Städte Veränderung | Ämter Veränderung | Amtsfreie Städte Anzahl | Ämter Anzahl |
| ----------------- | ---------------------------- | ----------------- | ----------------------- | ------------ |
| 1815              |                              |                   | 42                      | 30           |
| 1816              | 0                            | +1                | 42                      | 31           |
| 1819              | 0                            | −1                | 42                      | 30           |
| 24. Juni 1828     | 0                            | −2                | 42                      | 28           |
| 24. Juni 1830     | 0                            | +1                | 42                      | 29           |
| 24. Juni 1831     | 0                            | −1                | 42                      | 28           |
| 1833              | 0                            | −1                | 42                      | 27           |
| 1834              | 0                            | −1                | 42                      | 26           |
| 1. Oktober 1879   | 0                            | −3                | 42                      | 23           |
| 1. Juli 1910      | 0                            | +1                | 42                      | 24           |
| 1. April 1921     | −38                          | −7                | 4                       | 17           |
| 11. November 1925 | 0                            | −7                | 4                       | 10           |
| 1. Januar 1934    |                              |                   | 4                       | 10           |

#### Mecklenburg-Strelitz
- 1919, 1. Februar:

Ausgliederung
- der Stadt Schönberg aus dem Fürstentum Ratzeburg

- 1919, 1. Oktober:

Ausgliederung
- der Stadt Feldberg aus dem Amt Feldberg
- der Stadt Mirow aus dem Amt Mirow

- 1920, 16. Februar:

Eingliederung
- des Amtes Feldberg in das Amt Strelitz
- des Amtes Mirow in das Amt Strelitz

Umbenennung
- des Fürstentums Ratzeburg im Amt Schönberg

Vergrößerung
- des Amtes Strelitz um die Ämter Feldberg und Mirow

- 1925, 11. Juni:

Vergrößerung
- des Stadtkreises Stargard um die Gemeinde Stargarder Amtshof des Amtes Stargard

- 1931, 1. Oktober:

Vergrößerung
- des Stadtkreises Neustrelitz um den Stadtkreis Strelitz und die Gemeinde Strelitzer Amtsfreiheit des Amtes Strelitz

- 1934, 1. Januar:

Eingliederung
- des Landes Mecklenburg-Strelitz in das Land Mecklenburg

Anzahl der Freie Städte und Ämter
| Datum            | Freie Städte Veränderung | Ämter Veränderung | Freie Städte Anzahl | Ämter Anzahl |
| ---------------- | ------------------------ | ----------------- | ------------------- | ------------ |
| 1815             |                          |                   | 8                   | 5            |
| 1. Januar 1919   | +1                       | 0                 | 9                   | 5            |
| 1. Oktober 1919  | +2                       | 0                 | 11                  | 5            |
| 16. Februar 1920 | 0                        | −2                | 11                  | 3            |
| 1. Oktober 1931  | −1                       | 0                 | 10                  | 3            |
| 1. Januar 1934   |                          |                   | 10                  | 3            |

### Oldenburg
- 1817, 16. April:

Bildung
- des oldenburgischen Fürstentums Birkenfeld

- 1817, 30. Oktober:

Ausgliederung
- der Stadt Delmenhorst aus dem Amt Delmenhorst

- 1818, 18. April:

Eingliederung
- der russischen Herrschaft Jever

- 1826, 17. März:

Eingliederung
- der Herrlichkeit Dinklage in das Amt Steinfeld des Großherzogtums Oldenburg

- 1852, 10. Mai:

Eingliederung
- der Stadt Delmenhorst in das Amt Delmenhorst

- 1853, 20. Juli:

Ausgliederung
- des Jadegebietes aus dem Amt Jever und Abtretung an Preußen

- 1854, 1. August:

Eingliederung
- der Herrschaft Kniphausen als Amt Kniphausen in das Großherzogtum Oldenburg

- 1857, 10. Dezember:

Ausgliederung
- der Stadt Varel aus dem Amt Varel und Erhebung zur Stadt I. Klasse

- 1858, 1. November:

Eingliederung
- des Abbehausen in das Amt Stollhamm
- des Amtes Bockhorn in das Amt Varel
- des Burhave in das Amt Stollhamm
- des Amtes Ganderkesee in das Amt Delmenhorst
- des Amtes Kniphausen in das Amt Jever
- des Amtes Minsen in das Amt Jever
- des Amtes Tettens in das Amt Jever
- des Amtes Zwischenahn in das Amt Westerstede

Neubildung
- des Amtes Ovelgönne aus der Gemeinden Strückhausen des Amtes Brake sowie den Gemeinden Esenshamm, Ovelgönne, Rodenkirchen und Schwei des Amtes Rodenkirchen
- des Amtes Stollhamm aus den Ämtern Abbehausen und Burhave

Vergrößerung
- des Amtes Brake um die Gemeinde Golzwarden des Amtes Rodenkirchen
- des Amtes Delmenhorst um das Amt Ganderkesee
- des Amtes Jever um die Ämter Kniphausen, Minsen und Tettens
- des Amtes Oldenburg um die Gemeinde Hatten des Amtes Wildeshausen
- des Amtes Varel um das Amt Bockhorn
- des Amtes Westerstede um das Amt Zwischenahn

- 1866, 27. September:

Vergrößerung
- des Landesteils Lübeck um das holsteinische Amt Ahrensbök

- 1868, 22. Januar:

Auflösung
- des Amtes Rastede und Aufteilung auf die Ämter Oldenburg und Varel

Vergrößerung
- des Amtes Oldenburg um die Gemeinden Rastede und Wiefelstede des Amtes Rastede
- des Amtes Varel um die Gemeinden Jade und Schweiburg des Amtes Rastede

- 1871, 17. April:

Eingliederung
- des Amtes Steinfeld in das Amt Damme

- 1879, 27. Februar:

Aufhebung
- aller Ämter in den Landesteilen Birkenfeld und Lübeck

Auflösung
- des Amtes Berne und Aufteilung auf die Ämter Delmenhorst und Elsfleth (Hauptteil)
- des Amtes Ovelgönne und Aufteilung auf die Ämter Brake (Hauptteil) und Butjadingen

Eingliederung
- des Amtes Damme in das Amt Vechta
- des Amtes Landwürden in das Amt Brake
- des Amtes Löningen in das Amt Cloppenburg
- des Amtes Stollhamm in das Amt Butjadingen

Neubildung
- des Amtes Butjadingen aus dem Amt Stollhamm und der Gemeinde Esenshamm des Amtes Ovelgönne

Vergrößerung
- des Amtes Brake um das Amt Landwürden sowie die Gemeinden Ovelgönne, Rodenkirchen, Schwei und Strückhausen des Amtes Ovelgönne
- des Amtes Cloppenburg um das Amt Löningen
- des Amtes Delmenhorst um die Gemeinde Altenesch des Amtes Berne
- des Amtes Elsfleth um die Gemeinden Berne, Bardewisch, Neuenhuntorf und Warfleth des Amtes Berne

- 1902, 1. November:

Neubildung
- des Amtes Rüstringen aus den Gemeinden Bant, Heppens und Neuende des Amtes Jever

- 1903, 24. Februar:

Ausgliederung
- der Stadt Delmenhorst aus dem Amt Delmenhorst und Erhebung zur Stadt I. Klasse

- 1919, 28. Mai:

Neubildung
- der Stadt I. Klasse Rüstringen aus dem Amt Rüstringen

- 1922, 1. April:

Vergrößerung
- der Stadt I. Klasse Oldenburg um die Gemeinde Osternburg des Amtes Oldenburg

- 1924, 1. November:

Vergrößerung
- der Stadt I. Klasse Oldenburg um die Gemeinde Eversten des Amtes Oldenburg

- 1933, 27. April:

Auflösung
- des Amtes Delmenhorst und Aufteilung auf die Ämter Oldenburg (Hauptteil) und Wesermarsch
- des Amtes Varel und Aufteilung auf die Ämter Friesland (Hauptteil) und Wesermarsch

Eingliederung
- der Stadt I. Klasse Jever in das Amt Friesland
- der Stadt I. Klasse Varel in das Amt Friesland
- des Amtes Brake in das Amt Wesermarsch
- des Amtes Butjadingen in das Amt Wesermarsch
- des Amtes Elsfleth in das Amt Wesermarsch
- des Amtes Friesoythe in das Amt Cloppenburg
- des Amtes Jever in das Amt Friesland
- des Amtes Westerstede in das Amt Ammerland
- des Amtes Wildeshausen in das Amt Oldenburg

Neubildung
- des Amtes Ammerland aus dem Amt Westerstede sowie den Gemeinden Rastede und Wiefelstededes Amtes Oldenburg
- des Amtes Friesland aus dem Amt Jever, den Städten I. Klasse Jever und Varel sowie den Gemeinden Bockhorn, Neuenburg, Varel-Land und Zetel des Amtes Varel
- des Amtes Wesermarsch aus den Ämtern Brake, Butjadingen und Elsfleth, der Gemeinde Altenesch aus dem Amt Delmenhorst sowie den Gemeinden Jade und Schweiburg des Amtes Varel

Vergrößerung
- der Stadt I. Klasse Oldenburg um die Gemeinde Ohmstede des Amtes Oldenburg
- des Amtes Oldenburg um das Amt Wildeshausen sowie die Gemeinden Ganderkesee, Hasbergen, |Hude, Schönemoor und Stuhr des Amtes Delmenhorst

- 1937, 1. April:

Eingliederung
- des Stadtkreises Rüstringen in den Stadtkreis Wilhelmshaven

Umgliederung
- des Landesteils Birkenfeld in die preußische Rheinprovinz, dort Neubildung des Kreises Birkenfeld aus dem Landesteil Birkenfeld und dem Restkreis Sankt Wendel-Baumholder
- des Landesteils Lübeck in die preußische Provinz Schleswig-Holstein, dort Neubildung des Kreises Eutin aus dem Landesteil Lübeck
- des Stadtkreises Wilhelmshaven aus der preußischen Provinz Hannover in das Land Oldenburg

Vergrößerung
- des Stadtkreises Wilhelmshaven um den Stadtkreis Rüstringen
- des Amtes Wesermarsch um den Gemeindeteil Eckwarderhörne des Stadtkreises Wilhelmshaven

- 1939, 1. Januar:

Umbenennung
- der Ämter in Landkreise

Anzahl der Städte I. Klasse (Stadtkreise) und Ämter (Landkreise)
Die Landesteile Lübeck (später Kreis Eutin) und Birkenfeld (später im Landkreis Birkenfeld) werden in der folgenden Tabelle jeweils wie ein Amt gewertet.
| Datum            | Städte I. Klasse kreisfreie Städte Veränderung | Ämter Veränderung | Städte I. Klasse kreisfreie Städte Anzahl | Ämter Anzahl |
| ---------------- | ---------------------------------------------- | ----------------- | ----------------------------------------- | ------------ |
| 1. November 1858 |                                                |                   | 3                                         | 21           |
| 22. Januar 1868  | 0                                              | −1                | 3                                         | 20           |
| 17. April 1871   | 0                                              | −1                | 3                                         | 19           |
| 27. Februar 1879 | 0                                              | −5                | 3                                         | 14           |
| 18. Januar 1902  | 0                                              | +1                | 3                                         | 15           |
| 24. Februar 1903 | +1                                             | 0                 | 4                                         | 15           |
| 28. Mai 1919     | +1                                             | −1                | 5                                         | 14           |
| 27. April 1933   | −2                                             | −6                | 3                                         | 8            |
| 1. April 1937    | 0                                              | −2                | 3                                         | 6            |

### Sachsen
- 1874, 15. Oktober:

Ausgliederung
- der Stadt Chemnitz aus der Amtshauptmannschaft Chemnitz
- der Stadt Dresden aus der Amtshauptmannschaft Dresden
- der Stadt Leipzig aus der Amtshauptmannschaft Leipzig

- 1880, 1. Oktober:

Auflösung
- der Amtshauptmannschaft Dresden und Aufteilung auf die Amtshauptmannschaften Dresden-Altstadt und Dresden-Neustadt

Neubildung
- der Amtshauptmannschaft Dresden-Altstadt aus Gemeinden der Amtshauptmannschaft Dresden
- der Amtshauptmannschaft Dresden-Neustadt aus Gemeinden der Amtshauptmannschaft Dresden

- 1889, 1. Januar:

Vergrößerung
- der exemten Stadt Leipzig um die Gemeinden Anger-Crottendorf und Reudnitz der Amtshauptmannschaft Leipzig

- 1890, 1. Januar:

Vergrößerung
- der exemten Stadt Leipzig um die Gemeinden Eutritzsch, Gohlis, Lößnig, Neureudnitz, Neuschönefeld, Neustadt, Sellerhausen, Thonberg und Volkmarsdorf der Amtshauptmannschaft Leipzig

- 1891, 1. Januar:

Vergrößerung
- der exemten Stadt Leipzig um die Gemeinden Connewitz, Kleinzschocher, Lindenau, Plagwitz und Schleußig der Amtshauptmannschaft Leipzig

- 1892, 1. Januar:

Vergrößerung
- der exemten Stadt Dresden um die Gemeinden Albertstadt und Strehlen der Amtshauptmannschaft Dresden-Altstadt
- der exemten Stadt Leipzig um die Gemeinde Neusellerhausen der Amtshauptmannschaft Leipzig

- 1892, 1. Juli:

Vergrößerung
- der exemten Stadt Dresden um die Gemeinde Striesen der Amtshauptmannschaft Dresden-Neustadt

- 1894, 1. Oktober:

Vergrößerung
- der exemten Stadt Chemnitz um die Gemeinde Altchemnitz der Amtshauptmannschaft Chemnitz

- 1897, 1. Juli:

Vergrößerung
- der exemten Stadt Dresden um die Gemeinden Pieschen und Trachenberge der Amtshauptmannschaft Dresden-Neustadt

- 1900, 1. Januar:

Vergrößerung
- der exemten Stadt Chemnitz um die Gemeinde Gablenz der Amtshauptmannschaft Chemnitz

- 1900, 1. Juli:

Vergrößerung
- der exemten Stadt Chemnitz um die Gemeinde Altendorf der Amtshauptmannschaft Chemnitz

- 1900, 1. Oktober:

Vergrößerung
- der exemten Stadt Chemnitz um die Gemeinde Kappel der Amtshauptmannschaft Chemnitz

- 1901, 1. April:

Vergrößerung
- der exemten Stadt Dresden um die Gemeinde Gruna der Amtshauptmannschaft Dresden-Neustadt

- 1902, 1. Juli:

Vergrößerung
- der exemten Stadt Dresden um die Gemeinden Räcknitz und Zschertnitz der Amtshauptmannschaft Dresden-Neustadt sowie die Gemeinde Seidnitz der Amtshauptmannschaft Dresden-Altstadt

- 1903, 1. Januar:

Vergrößerung
- der exemten Stadt Dresden um die Gemeindenn Cotta, Löbtau, Naußlitz, Plauen und Wölfnitz der Amtshauptmannschaft Dresden-Altstadt sowie die Gemeinden Kaditz, Mickten, Trachau und Übigau der Amtshauptmannschaft Dresden-Neustadt

- 1904, 1. Januar:

Vergrößerung
- der exemten Stadt Chemnitz um die Gemeinde Hilbersdorf der Amtshauptmannschaft Chemnitz

- 1907, 1. Januar:

Ausgliederung
- der Stadt Plauen aus der Amtshauptmannschaft Plauen
- der Stadt Zwickau aus der Amtshauptmannschaft Zwickau

- 1907, 1. April:

Vergrößerung
- der exemten Stadt Chemnitz um die Gemeinde Bernsdorf der Amtshauptmannschaft Chemnitz

- 1909, 1. Oktober:

Vergrößerung
- der exemten Stadt Chemnitz um die Gemeinde Helbersdorf der Amtshauptmannschaft Chemnitz

- 1910, 1. Januar:

Vergrößerung
- der exemten Stadt Leipzig um die Gemeinden Dölitz, Dösen, Möckern, Probstheida Stötteritz und Stünz der Amtshauptmannschaft Leipzig

- 1910, 1. Juli:

Neubildung
- der Amtshauptmannschaft Stollberg aus 26 Gemeinden der Amtshauptmannschaft Chemnitz

- 1912, 1. Juli:

Vergrößerung
- der exemten Stadt Dresden um die Gemeinde Tolkewitz der Amtshauptmannschaft Dresden-Neustadt

- 1913, 1. Januar:

Vergrößerung
- der exemten Stadt Dresden um die Gemeinde Reick der Amtshauptmannschaft Dresden-Altstadt

- 1913, 1. Juli:

Vergrößerung
- der exemten Stadt Chemnitz um die Gemeinden Borna und Furth der Amtshauptmannschaft Chemnitz

- 1915, 1. Januar:

Ausgliederung
- der Stadt Bautzen aus der Amtshauptmannschaft Bautzen
- der Stadt Freiberg aus der Amtshauptmannschaft Freiberg
- der Stadt Meißen aus der Amtshauptmannschaft Meißen
- der Stadt Zittau aus der Amtshauptmannschaft Zittau

- 1915, 15. Februar:

Vergrößerung
- der exemten Stadt Leipzig um die Gemeinden Mockau und Schönefeld der Amtshauptmannschaft Leipzig

- 1919, 1. Juli:

Vergrößerung
- der exemten Stadt Chemnitz um die Gemeinde Markersdorf der Amtshauptmannschaft Chemnitz und die Gemeinde Ebersdorf der Amtshauptmannschaft Flöha

- 1920, 1. Juli:

Neubildung
- der Amtshauptmannschaft Werdau aus Gemeinden der Amtshauptmannschaften Plauen und Zwickau

- 1921, 1. April:

Vergrößerung
- der exemten Stadt Dresden um die Gemeinden Briesnitz, Coschütz, Gostritz, Kaitz, Kemnitz, Kleinpestitz, Leutewitz, Mockritz, Niedergorbitz, Obergorbitz und Stetzsch der Amtshauptmannschaft Dresden-Altstadt, die Gemeinden Blasewitz, Bühlau, Dobritz, Laubegast, Leuben, Loschwitz, Rochwitz und Weißer Hirsch der Amtshauptmannschaft Dresden-Neustadt sowie um die Gemeinde Kleinzschachwitz der Amtshauptmannschaft Pirna

- 1921, 1. Juni:

Vergrößerung
- der exemten Stadt Dresden um die Gemeinden Leubnitz-Neuostra, Prohlis und Torna der Amtshauptmannschaft Dresden-Altstadt

- 1922, 1. Januar:

Vergrößerung
- der exemten Stadt Leipzig um die Gemeinden Großzschocher-Windorf, Leutzsch, Paunsdorf und Wahren der Amtshauptmannschaft Leipzig
- der exemten Stadt Zwickau um die Gemeinde Weißenborn der Amtshauptmannschaft Zwickau

- 1922, 1. Juli:

Vergrößerung
- der exemten Stadt Chemnitz um die Gemeinde Heinersdorf der Amtshauptmannschaft Chemnitz

- 1922, 15. November:

Vergrößerung
- der exemten Stadt Bautzen um die Gemeinde Seidau der Amtshauptmannschaft Bautzen

- 1923, 1. Januar:

Vergrößerung
- der exemten Stadt Zwickau um die Gemeinde Schedewitz der Amtshauptmannschaft Zwickau

- 1923, 1. April:

Vergrößerung
- der exemten Stadt Meißen um die Gemeinden Korbitz und Questenberg der Amtshauptmannschaft Meißen

- 1924, 1. April:

Ausgliederung
- der Stadt Döbeln aus der Amtshauptmannschaft Döbeln
- der Stadt Freital aus der Amtshauptmannschaft Dresden-Altstadt
- der Stadt Glauchau aus der Amtshauptmannschaft Glauchau
- der Stadt Meerane aus der Amtshauptmannschaft Glauchau
- der Stadt Mittweida aus der Amtshauptmannschaft Rochlitz
- der Stadt Pirna aus der Amtshauptmannschaft Pirna
- der Stadt Reichenbach aus der Amtshauptmannschaft Plauen
- der Stadt Wurzen aus der Amtshauptmannschaft Grimma

- 1924, 30. Juni:

Ausgliederung
- der Stadt Aue aus der Amtshauptmannschaft Schwarzenberg

- 1924, 1. Juli:

Ausgliederung
- der Stadt Crimmitschau aus der Amtshauptmannschaft Werdau
- der Stadt Werdau aus der Amtshauptmannschaft Werdau

Eingliederung
- der Amtshauptmannschaft Dresden-Altstadt in die Amtshauptmannschaft Dresden
- der Amtshauptmannschaft Dresden-Neustadt in die Amtshauptmannschaft Dresden

Neubildung
- der Amtshauptmannschaft Dresden aus den Amtshauptmannschaften Dresden-Altstadt und Dresden-Neustadt (Wiedererrichtung)

- 1924, 1. Oktober:

Ausgliederung
- der Stadt Riesa aus der Amtshauptmannschaft Großenhain

- 1925, 1. Juli:

Vergrößerung
- der exemten Stadt Riesa um die Gemeinde Merzdorf der Amtshauptmannschaft Großenhain

- 1926, 1. Oktober:

Vergrößerung
- der exemten Stadt Chemnitz um die Gemeinde Rottluff der Amtshauptmannschaft Chemnitz

- 1928, 1. Januar:

Vergrößerung
- der exemten Stadt Meißen um die Gemeinden Lercha und Meisatal der Amtshauptmannschaft Meißen

- 1928, 1. April:

Vergrößerung
- der Amtshauptmannschaft Glauchau um die Gemeinden Neukirchen, Waldsachsen, Untergötzenthal und Wickersdorf des Landkreises Altenburg (Thüringen)
- der Amtshauptmannschaft Plauen um die Gemeinde Görschnitz des Landkreises Greiz (Thüringen)
- der Amtshauptmannschaft Zwickau um die Gemeinde Rußdorf des Landkreises Altenburg (Thüringen)

- 1929, 1. Januar:

Vergrößerung
- der exemten Stadt Chemnitz um die Gemeinde Reichenhain der Amtshauptmannschaft Chemnitz

- 1929, 1. April:

Vergrößerung
- der exemten Stadt Glauchau um die Gemeinde Rothenbach der Amtshauptmannschaft Glauchau

- 1929, 1. August:

Vergrößerung
- der exemten Stadt Aue um die Gemeinde Alberoda der Amtshauptmannschaft Schwarzenberg

- 1929, 1. Oktober:

Vergrößerung
- der exemten Stadt Glauchau um die Gemeinden Höckendorf und Schönbörnchen der Amtshauptmannschaft Glauchau

- 1930, 1. Januar:

Vergrößerung
- der exemten Stadt Dresden um die Gemeinde Lockwitz der Amtshauptmannschaft Dresden

- 1930, 1. Februar:

Vergrößerung
- der exemten Stadt Pirna um die Gemeinde Zehista der Amtshauptmannschaft Pirna

- 1930, 1. April:

Vergrößerung
- der exemten Stadt Aue um die Gemeinde Auerhammer der Amtshauptmannschaft Schwarzenberg
- der exemten Stadt Leipzig um die Gemeinden Abtnaundorf, Knautkleeberg, Schönau und Thekla der Amtshauptmannschaft Leipzig

- 1930, 15. Oktober:

Vergrößerung
- der exemten Stadt Dresden um die Gemeinden Omsewitz und Wachwitz der Amtshauptmannschaft Dresden

- 1932, 1. November:

Vergrößerung
- der exemten Stadt Döbeln um die Gemeinden Großbauchlitz und Zschackwitz der Amtshauptmannschaft Döbeln

- 1933, 1. März:

Eingliederung
- der Amtshauptmannschaft Werdau in die Amtshauptmannschaft Zwickau

- 1935, 1. Januar:

Ausgliederung
- der Stadt Radebeul aus der Amtshauptmannschaft Dresden

- 1935, 15. Mai:

Vergrößerung
- der exemten Stadt Leipzig um die Gemeinde Portitz der Amtshauptmannschaft Leipzig

- 1935, 1. Juli:

Vergrößerung
- der Amtshauptmannschaft Flöha um die Gemeinde Großwaltersdorf der Amtshauptmannschaft Freiberg
- der Amtshauptmannschaft Freiberg um die Gemeinde Hohentanne der Amtshauptmannschaft Meißen

- 1936, 1. April:

Vergrößerung
- der exemten Stadt Leipzig um die Gemeinde Knauthain der Amtshauptmannschaft Leipzig

- 1936, 1. Juli:

Vergrößerung
- der exemten Stadt Meerane um die Gemeinde Obergötzenthal der Amtshauptmannschaft Glauchau
- der Amtshauptmannschaft Meißen um die Gemeinde Neuer Anbau der Amtshauptmannschaft Großenhain (Eingemeindung nach Weinböhla)

- 1937, 1. April:

Vergrößerung
- der exemten Stadt Glauchau um die Gemeinde Jerisau der Amtshauptmannschaft Glauchau

- 1939, 1. Januar:

Umbenennung
- der Amtshauptmannschaften in Landkreise

- 1939, 1. April:

Vergrößerung
- des Stadtkreises Plauen um die Gemeinde Reißig des Landkreises Plauen

- 1945, 9. Juli:

Umgliederung
- des links der Lausitzer Neiße liegenden Teils des Stadtkreises Görlitz aus der preußischen Provinz Niederschlesien in das Land Sachsen
- des links der Lausitzer Neiße liegenden Teils des Landkreises Görlitz aus der preußischen Provinz Niederschlesien in das Land Sachsen
- des Landkreises Hoyerswerda aus der preußischen Provinz Niederschlesien in das Land Sachsen
- des links der Lausitzer Neiße liegenden Teils des Landkreises Rothenburg (Ob. Laus.) aus der preußischen Provinz Niederschlesien in das Land Sachsen und Umbenennung in Landkreis Weißwasser
- eines Stadtteils des Stadtkreises Zittau nach Polen
- von Gemeinden des Landkreises Zittau nach Polen

- ca. 1946:

Eingliederung
- des Stadtkreises Aue in den Landkreis Aue
- des Stadtkreises Bautzen in den Landkreis Bautzen
- des Stadtkreises Crimmitschau in den Landkreis Zwickau
- des Stadtkreises Döbeln in den Landkreis Döbeln
- des Stadtkreises Freiberg in den Landkreis Freiberg
- des Stadtkreises Freital in den Landkreis Dresden
- des Stadtkreises Glauchau in den Landkreis Glauchau
- des Stadtkreises Meerane in den Landkreis Glauchau
- des Stadtkreises Meißen in den Landkreis Meißen
- des Stadtkreises Mittweida in den Landkreis Rochlitz
- des Stadtkreises Pirna in den Landkreis Pirna
- des Stadtkreises Radebeul in den Landkreis Dresden
- des Stadtkreises Reichenbach in den Landkreis Plauen
- des Stadtkreises Riesa in den Landkreis Großenhain
- des Stadtkreises Werdau in den Landkreis Zwickau
- des Stadtkreises Wurzen in den Landkreis Grimma
- des Stadtkreises Zittau in den Landkreis Zittau

- 1947

Umbenennung
- des Landkreises Schwarzenberg in Landkreis Aue

- 1947, 16. Januar:

Neubildung
- des Landkreises Weißwasser-Görlitz aus den Landkreisen Görlitz und Weißwasser

- 1948, 12. Januar:

Umbenennung
- des Landkreises Weißwasser-Görlitz in Landkreis Niesky

- 1949, 1. Januar:

Vergrößerung
- des Stadtkreises Plauen um die Gemeinde Reinsdorf  des Landkreises Plauen

Anzahl der Stadt- und Landkreise
| Datum            | bezirksfreie Städte (Stadtkreise) Veränderung | Amtshauptmannschaften (Landkreise) Veränderung | bezirksfreie Städte (Stadtkreise) Anzahl | Amtshauptmannschaften (Landkreise) Anzahl |
| ---------------- | --------------------------------------------- | ---------------------------------------------- | ---------------------------------------- | ----------------------------------------- |
| 1. Oktober 1838  |                                               |                                                | 0                                        | 14                                        |
| 15. Oktober 1874 | +3                                            | +12                                            | 3                                        | 26                                        |
| 1. Oktober 1880  | 0                                             | +1                                             | 3                                        | 27                                        |
| 1. Januar 1907   | +2                                            | 0                                              | 5                                        | 27                                        |
| 1. Juli 1910     | 0                                             | +1                                             | 5                                        | 28                                        |
| 1. Januar 1915   | +4                                            | 0                                              | 9                                        | 28                                        |
| 1. Juli 1920     | 0                                             | +1                                             | 9                                        | 29                                        |
| 1. April 1924    | +8                                            | 0                                              | 17                                       | 29                                        |
| 30. Juni 1924    | +1                                            | 0                                              | 18                                       | 29                                        |
| 1. Juli 1924     | +2                                            | −1                                             | 20                                       | 28                                        |
| 1. Oktober 1924  | +1                                            | 0                                              | 21                                       | 28                                        |
| 1. März 1933     | 0                                             | −1                                             | 21                                       | 27                                        |
| 1. Januar 1935   | +1                                            | 0                                              | 22                                       | 27                                        |
| ca. 1946         | −16                                           | 0                                              | 6                                        | 27                                        |
| 16. Januar 1947  | 0                                             | +1                                             | 6                                        | 28                                        |

### Schaumburg-Lippe
- 1879, 1. Oktober:

Eingliederung
- des Amtes Arensburg in das Amt Bückeburg-Arensburg
- des Amtes Bückeburg in das Amt Bückeburg-Arensburg
- des Amtes Hagenburg in das Amt Stadthagen-Hagenburg
- des Amtes Stadthagen in das Amt Stadthagen-Hagenburg

Neubildung
- des Amtes Bückeburg-Arensburg aus den Ämtern Arensburg und Bückeburg
- des Amtes Stadthagen-Hagenburg aus den Ämtern Hagenburg und Stadthagen

- 1884, 31. Dezember:

Neubildung
- des Landratsamtsbezirkes Bückeburg-Arensburg aus dem Amt Bückeburg-Arensburg
- des Landratsamtsbezirkes Stadthagen-Hagenburg aus dem Amt Stadthagen-Hagenburg

- 1899, 25. März:

Neubildung
- der kreisfreien Stadt Bückeburg aus der selbstständigen Stadt Bückeburg
- der kreisfreien Stadt Stadthagen aus der selbstständigen Stadt Stadthagen

Umbenennung
- des Landratsamtsbezirkes Bückeburg-Arensburg in Kreis Bückeburg
- des Landratsamtsbezirkes Stadthagen-Hagenburg in Kreis Stadthagen

- 1934, 1. April:

Eingliederung
- der kreisfreien Stadt Bückeburg in den Kreis Bückeburg
- der kreisfreien Stadt Stadthagen in den Kreis Stadthagen

- 1946:

Eingliederung
- des Kreises Bückeburg in den Landkreis Schaumburg-Lippe
- des Kreises Stadthagen in den Landkreis Schaumburg-Lippe

Neubildung
- des Landkreises Schaumburg-Lippe aus den Kreisen Bückeburg und Stadthagen

Anzahl der selbstständigen/kreisfreien Städte und Ämter/Landratsamtsbezirke/Kreise
| Datum           | Selbstständige Städte Kreisfreie Städte Veränderung | Ämter Landratsamtsbezirke Kreise Veränderung | Selbstständige Städte Kreisfreie Städte Anzahl | Ämter Landratsamtsbezirke Kreise Anzahl |
| --------------- | --------------------------------------------------- | -------------------------------------------- | ---------------------------------------------- | --------------------------------------- |
| 15. Januar 1816 |                                                     |                                              | 2                                              | 4                                       |
| 1. Oktober 1879 | 0                                                   | −2                                           | 2                                              | 2                                       |
| 1. April 1934   | −2                                                  | 0                                            | 0                                              | 2                                       |
| 1946            | 0                                                   | −1                                           | 0                                              | 1                                       |

### Thüringen
- 1919, 1. April:

Ausgliederung
- der Stadt Zella-Mehlis aus dem Landratsamt Ohrdruf, vorher Gotha

- 1922, 1. Oktober:

Auflösung
- des Landratsamtes Altenburg, vorher Sachsen-Altenburg, und Aufteilung auf den Stadtkreis Altenburg und den Landkreis Altenburg
- des Kreises der Oberherrschaft, vorher Schwarzburg-Sondershausen, und Aufteilung auf den Stadtkreis Arnstadt sowie die Landkreise Arnstadt und Rudolstadt
- des Bezirksverbands Gera, vorher Reuß, und Aufteilung auf den Stadtkreis Gera sowie die Landkreise Gera und Jena-Roda
- des Landratsamtes Gotha, vorher Gotha, und Aufteilung auf den Stadtkreis Gotha sowie die Landkreise Arnstadt, Gotha, Sondershausen und Weimar
- des Bezirksverbands Greiz, vorher Reuß, und Aufteilung auf den Stadtkreis Greiz sowie die Landkreise Greiz und Gera
- des Kreises Hildburghausen, vorher Sachsen-Meiningen, und Aufteilung auf die Landkreise Arnstadt und Hildburghausen (Hauptteil)
- des Landratsamtes Königsee, vorher Schwarzburg-Rudolstadt, und Aufteilung auf die Landkreise Arnstadt, Rudolstadt, Sonneberg und Saalfeld
- des Kreises Meiningen, vorher Sachsen-Meiningen, und Aufteilung auf die Landkreise Eisenach und Meiningen (Hauptteil)
- des Landratsamtes Ohrdruf, vorher Gotha, und Aufteilung auf die Landkreise Arnstadt und Gotha
- des Landratsamtes Roda, vorher Sachsen-Altenburg, und Aufteilung auf die Landkreise Gera, Jena-Roda, Rudolstadt, Saalfeld und Weimar
- des Landratsamtes Ronneburg, vorher Sachsen-Altenburg, und Aufteilung auf die Landkreise Altenburg und Gera
- des Landratsamtes Rudolstadt, vorher Schwarzburg-Rudolstadt, und Aufteilung auf die Landkreise Arnstadt, Rudolstadt,  Saalfeld und Schleiz
- des Kreises Saalfeld, vorher Sachsen-Meiningen, und Aufteilung auf die Landkreise Arnstadt, Jena-Roda, Rudolstadt, Saalfeld (Hauptteil), Schleiz, Sonneberg, vorher Sachsen-Meiningen, Weimar sowie die Kreisabteilung Camburg, vorher Sachsen-Meiningen
- des Bezirksverbands Schleiz, vorher Reuß, und Aufteilung auf die Landkreise Saalfeld und Schleiz (Hauptteil)
- des Landratsamtes Waltershausen, vorher Gotha, und Aufteilung auf die Landkreise Eisenach und Gotha
- des I. Verwaltungsbezirks (Weimar), vorher Sachsen-Weimar-Eisenach, und Aufteilung auf den Stadtkreis Weimar sowie die Landkreise Arnstadt, Jena-Roda, Rudolstadt und Weimar
- des II. Verwaltungsbezirks (Apolda), vorher Sachsen-Weimar-Eisenach, und Aufteilung auf die Stadtkreise Apolda und Jena sowie die Landkreise Jena-Roda, Sondershausen und Weimar
- des III. Verwaltungsbezirks (Eisenach), vorher Sachsen-Weimar-Eisenach, und Aufteilung auf den Stadtkreis Eisenach sowie den Landkreis Eisenach
- des IV. Verwaltungsbezirks (Dermbach), vorher Sachsen-Weimar-Eisenach, und Aufteilung auf die Landkreise Eisenach und Meiningen
- des V. Verwaltungsbezirks (Neustadt an der Orla), vorher Sachsen-Weimar-Eisenach, und Aufteilung auf die Landkreise Gera, Greiz, Jena-Roda, Saalfeld und Schleiz

Eingliederung
- der Immediatstadt Ohrdruf, vorher Gotha, in den Landkreis Gotha
- der selbständigen Stadt Rudolstadt, vorher Schwarzburg-Rudolstadt, in den Landkreis Rudolstadt
- des Stadtkreises Sondershausen, vorher Schwarzburg-Sondershausen, in den Landkreis Sondershausen
- der Immediatstadt Waltershausen, vorher Gotha, in den Landkreis Gotha
- der kreisfreien Stadt Zella-Mehlis in den Landkreis Meiningen
- des Landratsamtes Frankenhausen, vorher Schwarzburg-Rudolstadt, in den Landkreis Sondershausen
- des Kreises der Unterherrschaft, vorher Schwarzburg-Sondershausen, in den Landkreis Sondershausen
- des Kreises Sonneberg, vorher Sachsen-Meiningen, in den Landkreis Sonneberg

Neubildung
- des Stadtkreises Apolda aus den Gemeinden Apolda und Nauendorf des II. Verwaltungsbezirks (Apolda), vorher Sachsen-Weimar-Eisenach
- des Stadtkreises Eisenach aus den Gemeinden Eisenach, Fischbach, Eichrodt, Wutha, Stockhausen, Trenkelhof, Stregda, Mittelshof, Dürrerhof und Ramsborn des III. Verwaltungsbezirks (Eisenach), vorher Sachsen-Weimar-Eisenach
- des Stadtkreises Gera aus den Gemeinden Gera, Ernsee und Unterröppisch des Bezirksverbands Gera, vorher Reuß
- des Stadtkreises Greiz aus den Gemeinden Greiz, Caselwitz-Grochlitz, Dölau, Kurtschau, Moschwitz, Raasdorf, Schönfeld und Untergrochlitz des Bezirksverbands Greiz, vorher Reuß
- des Stadtkreises Jena aus den Gemeinden Jena, Ammerbach, Burgau, Göschwitz, Kunitz, Lobeda, Löbstedt, Winzerla, Wöllnitz und Zwätzen des II. Verwaltungsbezirks (Apolda), vorher Sachsen-Weimar-Eisenach
- des Stadtkreises Weimar aus den Gemeinden Weimar, Oberweimar, Ehringsdorf und Tiefurt des I. Verwaltungsbezirks (Weimar), vorher Sachsen-Weimar-Eisenach
- des Landkreises Altenburg aus Gemeinden der Landratsämter Altenburg und Ronneburg, beide vorher Sachsen-Altenburg
- des Landkreises Arnstadt aus Gemeinden des Landratsamtes Gehren, vorher Schwarzburg-Sondershausen, des Landratsamtes Gotha, vorher Gotha, des Landratsamtes Königsee, vorher Schwarzburg-Rudolstadt, des Landratsamtes Ohrdruf, vorher Gotha, des Landratsamtes Rudolstadt, vorher Schwarzburg-Rudolstadt, des Kreises Saalfeld, vorher Sachsen-Meiningen und des I. Verwaltungsbezirks (Weimar), vorher Sachsen-Weimar-Eisenach, sowie der Gemeinde Neustadt am Rennsteig des Kreises Hildburghausen, vorher Sachsen-Meiningen
- der Kreisabteilung Camburg, vorher Sachsen-Meiningen, aus Gemeinden des Kreises Saalfeld
- des Landkreises Eisenach aus Gemeinden des Kreises Meiningen, vorher Sachsen-Meiningen, des Landratsamtes Waltershausen, vorher Gotha, des III. Verwaltungsbezirks (Eisenach) und des IV. Verwaltungsbezirks (Dermbach), beide vorher Sachsen-Weimar-Eisenach
- des Landkreises Gera aus Gemeinden des Bezirksverbands Gera, vorher Reuß, der Landratsämter Roda und Ronneburg, beide vorher Sachsen-Altenburg, des V. Verwaltungsbezirks (Neustadt an der Orla), vorher Sachsen-Weimar-Eisenach und der Gemeinde Hohenölsen des Bezirksverbands Greiz
- des Landkreises Gotha aus den Immediatstädten Ohrdruf und Waltershausen sowie aus Gemeinden der Landratsämter Gotha, Ohrdruf und Waltershausen, alle vorher Gotha
- des Landkreises Greiz aus Gemeinden des Bezirksverbands Greiz, vorher Reuß, und des V. Verwaltungsbezirks (Neustadt an der Orla), vorher Sachsen-Weimar-Eisenach
- des Landkreises Hildburghausen aus Gemeinden des Kreises Hildburghausen, vorher Sachsen-Meiningen
- des Landkreises Jena-Roda aus Gemeinden des Landratsamtes Roda, vorher Sachsen-Altenburg, des Kreises Saalfeld, vorher Sachsen-Meiningen, und des II. Verwaltungsbezirks (Apolda), vorher Sachsen-Weimar-Eisenach, sowie der Gemeinde Seifartsdorf des Bezirksverbands Gera, vorher Reuß, der Gemeinde Wittersroda des I. Verwaltungsbezirks (Weimar) und der Gemeinde Oberrenthendorf des V. Verwaltungsbezirks (Neustadt an der Orla), beide vorher Sachsen-Weimar-Eisenach
- des Landkreises Meiningen aus dem Stadtkreis Zella-Mehlis sowie aus Gemeinden des Kreises Meiningen, vorher Sachsen-Meiningen, und des IV. Verwaltungsbezirks (Dermbach), vorher Sachsen-Weimar-Eisenach
- des Landkreises Rudolstadt aus der selbstständigen Stadt Rudolstadt, vorher Schwarzburg-Rudolstadt, sowie aus Gemeinden des Landratsamtes Gehren, vorher Schwarzburg-Sondershausen, des Landratsamtes Königsee, vorher Schwarzburg-Rudolstadt, des Landratsamtes Roda, vorher Sachsen-Altenburg, des Landratsamtes Rudolstadt, vorher Schwarzburg-Rudolstadt, des Kreises Saalfeld, vorher Sachsen-Meiningen, und des I. Verwaltungsbezirks (Weimar), vorher Sachsen-Weimar-Eisenach
- des Landkreises Saalfeld aus Gemeinden des Landratsamtes Königsee, vorher Schwarzburg-Rudolstadt, des Landratsamtes Roda, vorher Sachsen-Altenburg, des Landratsamtes Rudolstadt, vorher Schwarzburg-Rudolstadt, des Kreises Saalfeld, vorher Sachsen-Meiningen, und des V. Verwaltungsbezirks (Neustadt an der Orla), vorher Sachsen-Weimar-Eisenach, sowie der Gemeinde Weitisberga des Bezirksverbands Schleiz, vorher Reuß
- des Landkreises Schleiz aus dem Bezirksverband Schleiz, vorher Reuß, aus Gemeinden des V. Verwaltungsbezirks (Neustadt an der Orla), vorher Sachsen-Weimar-Eisenach, der Gemeinde Weisbach des Landratsamtes Rudolstadt, vorher Schwarzburg-Rudolstadt und der Gemarkung Erkmannsdorf des Kreises Saalfeld, vorher Sachsen-Meiningen
- des Landkreises Sondershausen aus dem Stadtkreis Sondershausen, vorher Schwarzburg-Sondershausen, dem Landratsamt Frankenhausen, vorher Schwarzburg-Rudolstadt, dem Landratsamt Sondershausen, vorher Schwarzburg-Sondershausen, aus Gemeinden des Landratsamtes Gotha, vorher Gotha, sowie aus der Gemeinde Oldisleben des II. Verwaltungsbezirks (Apolda), vorher Sachsen-Weimar-Eisenach
- des Landkreises Sonneberg aus dem Kreis Sonneberg, vorher Sachsen-Meiningen, aus Gemeinden des Landratsamtes Königsee, vorher Schwarzburg-Rudolstadt, und aus der Gemeinde Hohenofen des Kreises Saalfeld, vorher Sachsen-Meiningen
- des Landkreises Weimar aus Gemeinden des Kreises Saalfeld, vorher Sachsen-Meiningen, des Landratsamtes Roda, vorher Sachsen-Altenburg, des I. Verwaltungsbezirks (Weimar) und des II. Verwaltungsbezirks (Apolda), beide vorher Sachsen-Weimar-Eisenach, sowie der Gemeinde Werningshausen des Landratsamtes Gotha, vorher Gotha

Vergrößerung
- des Stadtkreises Altenburg um die Gemeinden Drescha, Kauerndorf, Rasephas und Zschernitzsch des Landratsamtes Altenburg, vorher Sachsen-Altenburg
- des Stadtkreises Arnstadt um die Gemeinde Angelhausen-Oberndorf des Landratsamtes Gehren, vorher Schwarzburg-Sondershausen
- des Stadtkreises Gotha um die Gemeinde Siebleben des Landratsamtes Gotha, vorher Gotha

- 1922, November:

Umbenennung
- des Landkreises Jena-Roda in Landkreis Roda

- 1923, 1. Oktober:

Vergrößerung
- des Stadtkreises Gera um die Gemeinden Windischenbernsdorf, Frankenthal und Scheubengrobsdorf des Landkreises Gera

- 1925:

Umbenennung
- des Landkreises Roda in Landkreis Stadtroda

- 1925, 1. April:

Vergrößerung
- der Kreisabteilung Camburg um die Gemeinde Lachstedt des Landkreises Weimar

- 1926, 23. September:

Ausgliederung
- der Stadt Zella-Mehlis aus dem Landkreis Meiningen

- 1927, 1. Januar:

Vergrößerung
- des Landkreises Gera um die Gemeinde Selka des Landkreises Altenburg

- 1927, 1. Oktober:

Vergrößerung
- des Landkreises Gera um die Gemeinde Vollmershain des Landkreises Altenburg

- 1928, 1. April:

Vergrößerung
- des Landkreises Altenburg um die Gemeinde Bocka der Amtshauptmannschaft Borna (Sachsen) und die Gemeinde Thonhausen der Amtshauptmannschaft Zwickau (Sachsen)
- des Landkreises Gera um die Gemeinden Grobsdorf, Hilbersdorf, Lengefeld, Rückersdorf, Liebschwitz, Lietzsch, Loitzsch, Niebra, Pösneck und Taubenpreskeln der Amtshauptmannschaft Zwickau (Sachsen)

- 1935, 1. Oktober:

Auflösung
- des Stadtkreises Zella-Mehlis; Zella-Mehlis blieb jedoch kreisfreie Stadt

- 1939, 1. April:

Auflösung
- der Kreisabteilung Camburg und Eingliederung in den Landkreis Stadtroda

- 1945, 1. September:

Umgliederung
- der Gemeinden Bad Sachsa und Tettenborn des Landkreises Grafschaft Hohenstein in den Landkreis Osterode am Harz der Provinz Hannover

- 1945, 1. Oktober:

Eingliederung
- der Gemeinden des preußischen Kreises Ziegenrück in die Landkreise Saalfeld und Schleiz
- der Stadt Zella-Mehlis in den Kreis Schleusingen

Anzahl der Stadt- und Landkreise
| Datum              | Stadtkreise Veränderung | Kreise Veränderung | Stadtkreise Anzahl | Kreise Anzahl |
| ------------------ | ----------------------- | ------------------ | ------------------ | ------------- |
| 1. Mai 1920        |                         |                    | 7                  | 23            |
| 1920               | +1                      | 0                  | 8                  | 23            |
| 1. Oktober 1922    | +1                      | −7                 | 9                  | 16            |
| 23. September 1926 | +1                      | 0                  | 10                 | 16            |
| 1939               | 0                       | −1                 | 10                 | 15            |

#### Sächsische Herzogtümer

##### Sachsen-Weimar-Eisenach
- 1850, 1. August:

Neubildung
- des I. Verwaltungsbezirks (Weimar I, ab 1868 Weimar) aus Gemeinden der Weimarisch-Jenaischen Kreises
- des II. Verwaltungsbezirks (Weimar II, ab 1868 Apolda) aus Gemeinden der Weimarisch-Jenaischen Kreises
- des III. Verwaltungsbezirks (Eisenach) aus Gemeinden des Eisenacher Kreises
- des IV. Verwaltungsbezirks (Dermbach) aus Gemeinden des Eisenacher Kreises
- des V. Verwaltungsbezirks (Neustadt an der Orla) aus Gemeinden des Neustädter Kreises (beide nicht genau deckungsgleich)

- 1867, 1. Januar:

Vergrößerung
- des II. Verwaltungsbezirks (Weimar II, ab 1868 Apolda) um die Gemeinde Hohlstedt des I. Verwaltungsbezirk (Weimar I, ab 1868 Weimar)

Anzahl der Stadtkreise und Kreise/Verwaltungsbezirke
| Datum       | Stadtkreise Veränderung | Kreise Verwaltungsbezirke Veränderung | Stadtkreise Anzahl | Kreise Verwaltungsbezirke Anzahl |
| ----------- | ----------------------- | ------------------------------------- | ------------------ | -------------------------------- |
| 1815        |                         |                                       | 0                  | 3                                |
| 1850        | 0                       | +2                                    | 0                  | 5                                |
| 1. Mai 1920 |                         |                                       | 0                  | 5                                |

##### Sachsen-Altenburg
- 1876, 1. Oktober:

Neubildung
- des Verwaltungsbezirks Altenburg
- des Verwaltungsbezirks Roda
- des Verwaltungsbezirks Schmölln

- 1881, 1. Juli:

Eingliederung
- des Verwaltungsbezirks Schmölln in den Verwaltungsbezirk Altenburg

- 1900, 1. April:

Neubildung
- des Verwaltungsbezirks der Stadt Altenburg aus dem Verwaltungsbezirk Altenburg
- des Landratsamts Altenburg aus Gemeinden des Verwaltungsbezirks Altenburg
- des Landratsamts Roda aus dem Verwaltungsbezirk Roda
- des Landratsamts Ronneburg aus Gemeinden des Verwaltungsbezirks Altenburg

Anzahl der Verwaltungsbezirke
| Datum       | Städtischer Verwaltungsbezirk Veränderung | Verwaltungsbezirke Landratsämter Veränderung | Städtischer Verwaltungsbezirk Anzahl | Verwaltungsbezirke Landratsämter Anzahl |
| ----------- | ----------------------------------------- | -------------------------------------------- | ------------------------------------ | --------------------------------------- |
| 1826        |                                           |                                              | 0                                    | 2                                       |
| 1876        | 0                                         | +1                                           | 0                                    | 3                                       |
| 1881        | 0                                         | −1                                           | 0                                    | 2                                       |
| 1900        | +1                                        | +1                                           | 1                                    | 3                                       |
| 1. Mai 1920 |                                           |                                              | 1                                    | 3                                       |

##### Sachsen-Coburg und Gotha
- 1858, 1. Juli:

Auflösung
- des Verwaltungsbezirks Herzogtum Coburg und Aufteilung auf die Immediatstädte Residenzstadt Coburg, Königsberg in Franken, Neustadt und Rodach sowie auf den Landratsamtsbezirk Coburg
- des Verwaltungsbezirks Herzogtum Gotha und Aufteilung auf die Immediatstädte Residenzstadt Gotha, Ohrdruf und Waltershausen sowie auf die Landratsämter Gotha, Ohrdruf und Waltershausen

Ausgliederung
- der Immediatstadt Residenzstadt Coburg aus dem Verwaltungsbezirk Herzogtum Coburg
- der Immediatstadt Residenzstadt Gotha aus dem Verwaltungsbezirk Herzogtum Gotha
- der Immediatstadt Königsberg in Franken aus dem Verwaltungsbezirk Herzogtum Coburg
- der Immediatstadt Neustadt aus dem Verwaltungsbezirk Herzogtum Coburg
- der Immediatstadt Ohrdruf aus dem Verwaltungsbezirk Herzogtum Gotha
- der Immediatstadt Rodach aus dem Verwaltungsbezirk Herzogtum Coburg
- der Immediatstadt Waltershausen aus dem Verwaltungsbezirk Herzogtum Gotha

Neubildung
- des Landratsamtsbezirks Coburg aus Gemeinden des Verwaltungsbezirks Herzogtum Coburg
- des Landratsamts Gotha aus Gemeinden des Verwaltungsbezirks Herzogtum Gotha
- des Landratsamts Ohrdruf aus Gemeinden des Verwaltungsbezirks Herzogtum Gotha
- des Landratsamts Waltershausen aus Gemeinden des Verwaltungsbezirks Herzogtum Gotha

Anzahl der Immediatstädte und Landratsämter
| Datum       | Immediatstädte Veränderung | Landratsämter Veränderung | Immediatstädte Anzahl | Landratsämter Anzahl |
| ----------- | -------------------------- | ------------------------- | --------------------- | -------------------- |
| 1826        |                            |                           | 0                     | 2                    |
| 1858        | +7                         | +2                        | 7                     | 4                    |
| 1. Mai 1920 |                            |                           | 7                     | 4                    |

##### Sachsen-Meiningen(-Hildburghausen)
- 1842:

Eingliederung
- des Verwaltungsamtes Heldburg in das Verwaltungsamt Hildburghausen

- 1867, 13. Juli:

Eingliederung
- des Verwaltungsamtes Kranichfeld in das Verwaltungsamt Saalfeld

- 1868, 15. Februar:

Eingliederung
- des Verwaltungsamtes Gräfenthal in das Verwaltungsamt Saalfeld

- 1868, 1. Oktober:

Eingliederung
- des Verwaltungsamtes Eisfeld in das Verwaltungsamt Hildburghausen

- 1869, 1. Januar:

Eingliederung
- der Residenzstadt Meiningen in den Kreis Meiningen
- des Verwaltungsamtes Camburg in den Kreis Saalfeld
- des Verwaltungsamtes Hildburghausen in den Kreis Hildburghausen
- des Verwaltungsamtes Meiningen in den Kreis Meiningen
- des Verwaltungsamtes Römhild in den Kreis Hildburghausen
- des Verwaltungsamtes Saalfeld in den Kreis Saalfeld
- des Verwaltungsamtes Salzungen in den Kreis Meiningen
- des Verwaltungsamtes Sonneberg in den Kreis Sonneberg
- des Verwaltungsamtes Wasungen in den Kreis Meiningen

Neubildung
- des Kreises Hildburghausen aus den Verwaltungsämtern Hildburghausen und Römhild
- des Kreises Meiningen aus der Residenzstadt Meiningen und den Verwaltungsämtern Meiningen, Salzungen und Wasungen
- des Kreises Saalfeld aus den Verwaltungsämtern Camburg und Saalfeld
- des Kreises Sonneberg aus dem Verwaltungsamt Sonneberg

- 1879, 1. Oktober:

Vergrößerung
- des Kreises Meiningen um die Gemeinden Queienfeld und Rentwertshausen des Kreises Hildburghausen
- des Kreises Hildburghausen um die Gemeinde Heid des Kreises Sonneberg

- 1900, 1. Januar:

Vergrößerung
- des Kreises Saalfeld um den Gemeindeteil Friedrichsthal des Kreises Sonneberg

Anzahl der Stadtkreise und Verwaltungsämter/Kreise
| Datum            | Stadtkreise Veränderung | Verwaltungsämter Kreise Veränderung | Stadtkreise Anzahl | Verwaltungsämter Kreise Anzahl |
| ---------------- | ----------------------- | ----------------------------------- | ------------------ | ------------------------------ |
| 1826             |                         |                                     | 1                  | 12                             |
| 1842             | 0                       | −1                                  | 1                  | 11                             |
| 1867             | 0                       | −1                                  | 1                  | 10                             |
| 15. Februar 1868 | 0                       | −1                                  | 1                  | 9                              |
| 1. Oktober 1868  | 0                       | −1                                  | 1                  | 8                              |
| 1. Januar 1869   | −1                      | −4                                  | 0                  | 4                              |
| 1. Mai 1920      |                         |                                     | 0                  | 4                              |

#### Reuß'sche Fürstentümer
- 1871, 4. Dezember:

Auflösung
- des Landratsamtes Schleiz und Aufteilung auf die Landratsämter Ebersdorf und Gera

Vergrößerung
- des Landratsamtes Ebersdorf (Oberländischer Bezirk) um Gemeinden des Landratsamtes Schleiz
- des Landratsamtes Gera (Unterländischer Bezirk) um Gemeinden des Landratsamtes Schleiz

- 1880:

Umbenennung
- des Landratsamtes Ebersdorf in Landratsamt Schleiz (Oberländischer Bezirk)

- 1919, 17. April:

Auflösung
- des Landratsamts Gera, vorher Reuß jüngerer Linie, und Aufteilung auf die Bezirksverbände Gera und Greiz
- des Landratsamts Greiz, vorher Reuß älterer Linie, und Aufteilung auf die Bezirksverbände Greiz und Schleiz
- des Landratsamts Schleiz, vorher Reuß jüngerer Linie, und Aufteilung auf die Bezirksverbände Greiz und Schleiz

Neubildung
- des Bezirksverbands Gera aus Gemeinden des Landratsamts Gera
- des Bezirksverbands Greiz aus Gemeinden der Landratsämter Gera, Greiz und Schleiz
- des Bezirksverbands Schleiz aus Gemeinden der Landratsämter Greiz und Schleiz

Anzahl der Stadtkreise und Landratsämter
| Datum        | Stadtkreise Veränderung | Kreise Veränderung | Stadtkreise Anzahl | Kreise Anzahl |
| ------------ | ----------------------- | ------------------ | ------------------ | ------------- |
| 1852/55      |                         |                    | 0                  | 4             |
| 1. Juli 1874 | 0                       | −1                 | 0                  | 3             |
| 1. Mai 1920  |                         |                    | 0                  | 3             |

#### Schwarzburg'sche Fürstentümer

##### Schwarzburg-Rudolstadt
- 1850, 1. Juli:

Aufteilung
- der Oberherrschaft (Landeshauptmannschaft Rudolstadt) auf die Landratsämter Königsee und Rudolstadt

Neubildung
- des Landratsamtes Königsee aus Gemeinden der Oberherrschaft (der Landeshauptmannschaft Rudolstadt)
- des Landratsamtes Rudolstadt aus Gemeinden der Oberherrschaft (der Landeshauptmannschaft Rudolstadt)

Umbenennung
- der Unterherrschaft (Landeshauptmannschaft Frankenhausen) in Landratsamt Frankenhausen

- 1858, 1. Juli:

Auflösung
- des Landratsamtes Rudolstadt und Wahrnehmung der Aufgaben für den bisherigen Verwaltungsbezirk zentral von der Regierung von Schwarzburg-Rudolstadt

- 1868, 1. April:

Neubildung
- des Landratsamts Rudolstadt (Wiedererrichtung)

- 1893, 1. April:

Ausgliederung
- der Stadt Rudolstadt aus dem Landratsamt Rudolstadt

Anzahl der Stadtkreise und Landeshauptmannschaften/Landratsämter
| Datum        | Stadtkreise Veränderung | Landeshauptmannschaften Landratsämter Veränderung | Stadtkreise Anzahl | Landeshauptmannschaften Landratsämter Anzahl |
| ------------ | ----------------------- | ------------------------------------------------- | ------------------ | -------------------------------------------- |
| 1815         |                         |                                                   | 0                  | 2                                            |
| 1. Juli 1850 | 0                       | +1                                                | 0                  | 3                                            |
| 1858         | 0                       | −1                                                | 0                  | 2                                            |
| 1868         | 0                       | +1                                                | 0                  | 3                                            |
| 1893         | +1                      | 0                                                 | 1                  | 3                                            |
| 1. Mai 1920  |                         |                                                   | 1                  | 3                                            |

##### Schwarzburg-Sondershausen
- 1850, 1. Juli:

Aufteilung
- der Oberherrschaft (Landeshauptmannschaft Arnstadt) auf die Verwaltungsbezirke Arnstadt und Gehren
- der Unterherrschaft (Landeshauptmannschaft Sondershausen) auf die Verwaltungsbezirke Ebeleben, Greußen und Sondershausen

Neubildung
- des Verwaltungsbezirks Arnstadt aus Gemeinden der Oberherrschaft (der Landeshauptmannschaft Arnstadt)
- des Verwaltungsbezirks Ebeleben aus Gemeinden der Unterherrschaft (der Landeshauptmannschaft Sondershausen)
- des Verwaltungsbezirks Gehren aus Gemeinden der Oberherrschaft (der Landeshauptmannschaft Arnstadt)
- des Verwaltungsbezirks Greußen aus Gemeinden der Unterherrschaft (der Landeshauptmannschaft Sondershausen)
- des Verwaltungsbezirks Sondershausen aus Gemeinden der Unterherrschaft (der Landeshauptmannschaft Sondershausen)

- 1858, 1. Januar:

Auflösung
- des Verwaltungsbezirks Greußen und Aufteilung auf die Verwaltungsbezirke Ebeleben und Sondershausen

Vergrößerung
- des Verwaltungsbezirks Ebeleben um Gemeinden des Verwaltungsbezirks Greußen
- des Verwaltungsbezirks Sondershausen um Gemeinden des Verwaltungsbezirks Greußen

- 1882, 1. Januar:

Eingliederung
- des Verwaltungsbezirks Ebeleben in den Verwaltungsbezirk Sondershausen

- 1897, 4. Oktober:

Neubildung (Wiedererrichtung)
- des Verwaltungsbezirks Ebeleben aus Gemeinden des Verwaltungsbezirks Sondershausen

- 1912, 1. Oktober:

Auflösung
- des Verwaltungsbezirks Arnstadt und Aufteilung auf die kreisfreie Stadt Arnstadt sowie den Kreis der Oberherrschaft
- des Verwaltungsbezirks Sondershausen und Aufteilung auf die kreisfreie Stadt Sondershausen und den Kreis der Unterherrschaft

Ausgliederung
- der Stadt Arnstadt aus dem Verwaltungsbezirk Arnstadt
- der Stadt Sondershausen aus dem Verwaltungsbezirk Sondershausen

Eingliederung
- des Verwaltungsbezirks Ebeleben in den Kreis der Unterherrschaft
- des Verwaltungsbezirks Gehren in den Kreis der Oberherrschaft

Neubildung
- des Kreises der Oberherrschaft aus dem Verwaltungsbezirk Gehren und aus Gemeinden des Verwaltungsbezirks Arnstadt
- des Kreises der Unterherrschaft aus dem Verwaltungsbezirk Ebeleben und aus Gemeinden des Verwaltungsbezirks Sondershausen

Anzahl der Stadtkreise und Kreise
| Datum        | Stadtkreise Veränderung | Landeshauptmannschaften Verwaltungsbezirke Kreise Veränderung | Stadtkreise Anzahl | Landeshauptmannschaften Verwaltungsbezirke Kreise Anzahl |
| ------------ | ----------------------- | ------------------------------------------------------------- | ------------------ | -------------------------------------------------------- |
| 1815         |                         |                                                               | 0                  | 2                                                        |
| 1. Juli 1850 | 0                       | +3                                                            | 0                  | 5                                                        |
| 1858         | 0                       | −1                                                            | 0                  | 4                                                        |
| 1882         | 0                       | −1                                                            | 0                  | 3                                                        |
| 1897         | 0                       | +1                                                            | 0                  | 4                                                        |
| 1912         | +2                      | −2                                                            | 2                  | 2                                                        |
| 1. Mai 1920  |                         |                                                               | 2                  | 2                                                        |

### Waldeck
- 1922, 1. April:

Eingliederung
- des Kreises Pyrmont in den Kreis Hameln-Pyrmont, Provinz Hannover, Preußen

- 1929, 1. April:

Umgliederung
- der Kreise der Eder, des Eisenberges und der Twiste in die preußische Provinz Hessen-Nassau, zugleich Auflösung des Landes Waldeck

Anzahl der Stadtkreise und Kreise
| Datum          | Stadtkreise Veränderung | Kreise Veränderung | Stadtkreise Anzahl | Kreise Anzahl |
| -------------- | ----------------------- | ------------------ | ------------------ | ------------- |
| 27. April 1850 |                         |                    | 0                  | 4             |
| 1. April 1922  | 0                       | −1                 | 0                  | 3             |
| 1. April 1929  | 0                       | −3                 | 0                  | 0             |

### Württemberg
- 1819:

Umbenennung
- des Oberamtes Lorch in Oberamt Welzheim

- 1819, 18. Juni:

Eingliederung
- des Oberamtes Albeck in das Oberamt Ulm

- 1842:

Umbenennung
- des Oberamtes Wiblingen in Oberamt Laupheim

- 1842, 1. September:

Vergrößerung
- des Oberamtes Biberach um die Gemeinde Alberweiler des Oberamtes Ehingen sowie die Gemeinde Stafflangen des Oberamtes Waldsee
- des Oberamtes Calw um die Gemeinden Dennjächt, Ernstmühl, Liebenzell, Monakam, Unterhaugstett und Unterreichenbach des Oberamtes Neuenbürg
- des Oberamtes Ellwangen um die Gemeinde Jagsthausen des Oberamtes Aalen
- des Oberamtes Eßlingen um die Gemeinde Aichschieß des Oberamtes Schorndorf
- des Oberamtes Heilbronn um die Gemeinden Abstatt und Untergruppenbach des Oberamtes Besigheim
- des Oberamtes Kirchheim um die Gemeinde Hochdorf des Oberamtes Göppingen
- des Oberamtes Leutkirch um die Gemeinden Friesenhofen und Winterstetten des Oberamtes Wangen
- des Oberamtes Nürtingen um die Gemeinde Altenriet des Oberamtes Tübingen
- des Oberamtes Öhringen um die Gemeinde Geißelhardt des Oberamtes Weinsberg
- des Oberamtes Ravensburg um die Gemeinde Taldorf des Oberamtes Tettnang
- des Oberamtes Reutlingen um die Gemeinde Eningen unter Achalm des Oberamtes Urach
- des Oberamtes Rottweil um die Gemeinden Dormettingen, Dotternhausen, Hausen am Tann und Roßwangen des Oberamtes Spaichingen sowie die Gemeinde Schwenningen am Neckar des Oberamtes Tuttlingen
- des Oberamtes Saulgau um die Gemeinden Braunenweiler und Großtissen des Oberamtes Riedlingen sowie die Gemeinde Reichenbach des Oberamtes Waldsee
- des Oberamtes Tübingen um die Gemeinde Hagelloch des Oberamtes Herrenberg und die Gemeinde Pliezhausen des Oberamtes Urach
- des Oberamtes Urach um die Gemeinde Grabenstetten des Oberamtes Nürtingen
- des Oberamtes Vaihingen um die Gemeinden Großglattbach und Iptingen des Oberamtes Maulbronn
- des Oberamtes Waldsee um die Gemeinde Schindelbach des Oberamtes Saulgau

- 1901, 1. April:

Vergrößerung
- des Stadtkreises Stuttgart um die Gemeinde Gaisburg des Amtsoberamtes Stuttgart

- 1905:

Vergrößerung
- des Stadtkreises Stuttgart um die Gemeinden Cannstatt, Untertürkheim und Wangen des Oberamtes Cannstatt

- 1908, 1. August:

Vergrößerung
- des Stadtkreises Stuttgart um die Gemeinde Degerloch des Amtsoberamtes Stuttgart

- 1922, 1. April:

Vergrößerung
- des Stadtkreises Stuttgart um die Gemeinden Hedelfingen und Obertürkheim des Oberamtes Cannstatt sowie die Gemeinden Botnang und Kaltental des Amtsoberamtes Stuttgart

- 1923, 1. April:

Vergrößerung
- des Oberamtes Eßlingen um den Ortsteil Brühl des Stadtkreises Stuttgart (Eingemeindung nach Eßlingen)

- 1924, 1. Oktober:

Auflösung
- des Oberamtes Cannstatt und Aufteilung auf die Oberämter Eßlingen und Waiblingen und das Amtsoberamt Stuttgart

Vergrößerung
- des Oberamtes Eßlingen um die Gemeinden Rotenberg, Schanbach und Uhlbach des Oberamtes Cannstatt
- des Amtsoberamtes Stuttgart um die Gemeinden Hofen, Mühlhausen, Münster, Rohracker, Sillenbuch und Zazenhausen des Oberamtes Cannstatt
- des Oberamtes Waiblingen um die Gemeinden Fellbach, Oeffingen, Rommelshausen, Schmiden und Stetten im Remstal des Oberamtes Cannstatt

- 1926, 1. April:

Auflösung
- des Oberamtes Weinsberg und Aufteilung auf die Oberämter Hall, Heilbronn und Öhringen

Vergrößerung
- des Oberamtes Hall um die Gemeinden Ammertsweiler, Finsterrot und Mainhardt des Oberamtes Weinsberg
- des Oberamtes Heilbronn um die Gemeinden Affaltrach, Eberstadt, Eichelberg, Ellhofen, Eschenau, Gellmersbach, Grantschen, Hölzern, Hößlinsülz, Lehrensteinsfeld, Löwenstein, Neulautern, Sülzbach, Unterheinriet, Weiler, Weinsberg, Willsbach, Wimmental und Wüstenrot des Oberamtes Weinsberg
- des Oberamtes Öhringen um die Gemeinden Bitzfeld, Bretzfeld, Dimbach, Geddelsbach, Maienfels, Neuhütten, Rappach, Scheppach, Schwabbach, Siebeneich, Unterheimbach und Waldbach des Oberamtes Weinsberg

- 1927, 1. April:

Vergrößerung
- des Oberamtes Ulm um die Gemeinde Wiblingen des Oberamtes Laupheim (Eingemeindung nach Ulm)

- 1929, 1. April:

Vergrößerung
- des Amtsoberamtes Stuttgart um die Gemeinde Weil im Dorf des Oberamtes Leonberg (Eingemeindung nach Feuerbach)

- 1929, 1. Juli:

Vergrößerung
- des Stadtkreises Stuttgart um die Gemeinde Hofen des Amtsoberamtes Stuttgart

- 1931, 1. April:

Vergrößerung
- des Stadtkreises Stuttgart um die Gemeinde Zuffenhausen des Oberamtes Ludwigsburg

- 1931, 1. Mai:

Vergrößerung
- des Stadtkreises Stuttgart um die Gemeinde Rotenberg des Oberamtes Eßlingen

- 1931, 1. Juli:

Vergrößerung
- des Stadtkreises Stuttgart um die Gemeinde Münster des Amtsoberamtes Stuttgart

- 1933, 1. Mai:

Vergrößerung
- des Stadtkreises Stuttgart um die Gemeinden Feuerbach, Mühlhausen und Zazenhausen des Amtsoberamtes Stuttgart

- 1934., 30. Januar:

Umbenennung
- aller Oberämter in Kreise sowie des Amtsoberamtes Stuttgart in Kreis Stuttgart-Amt

- 1937, 1. April:

Vergrößerung
- des Stadtkreises Stuttgart um die Gemeinde Uhlbach des Kreises Eßlingen sowie die Gemeinden Heumaden, Rohracker und Sillenbuch des Kreises Stuttgart-Amt

- 1938, 1. Oktober:

Auflösung
- des Kreises Besigheim und Aufteilung auf die Kreise Heilbronn und Ludwigsburg
- des Kreises Blaubeuren und Aufteilung auf die Kreise Ehingen und Ulm
- des Kreises Brackenheim und Aufteilung auf die Kreise Heilbronn und Vaihingen
- des Kreises Ellwangen und Aufteilung auf die Kreise Aalen und Hall
- des Kreises Gaildorf und Aufteilung auf die Kreise Backnang, Gmünd und Hall
- des Kreises Geislingen und Aufteilung auf die Kreise Göppingen, Münsingen und Ulm
- des Kreises Gerabronn und Aufteilung auf die Kreise Crailsheim, Hall und Mergentheim
- des Kreises Herrenberg und Aufteilung auf die Kreise Böblingen und Tübingen
- des Kreises Kirchheim und Aufteilung auf die Kreise Eßlingen, Göppingen und Nürtingen
- des Kreises Laupheim und Aufteilung auf die Kreise Biberach und Ulm
- des Kreises Leutkirch und Aufteilung auf die Kreise Biberach und Wangen
- des Kreises Marbach und Aufteilung auf die Kreise Backnang, Heilbronn und Ludwigsburg
- des Kreises Nagold und Aufteilung auf die Kreise Calw, Freudenstadt und Horb
- des Kreises Neresheim und Aufteilung auf die Kreise Aalen und Heidenheim
- des Kreises Oberndorf und Aufteilung auf die Kreise Freudenstadt und Rottweil
- des Kreises Riedlingen und Aufteilung auf die Kreise Ehingen und Saulgau
- des Kreises Rottenburg und Aufteilung auf die Kreise Horb und Tübingen
- des Kreises Schorndorf und Aufteilung auf die Kreise Eßlingen, Göppingen und Waiblingen
- des Kreises Spaichingen und Aufteilung auf die Kreise Balingen, Rottweil und Tuttlingen
- des Kreises Stuttgart-Amt und Aufteilung auf die Kreise Böblingen und Eßlingen
- des Kreises Sulz und Aufteilung auf die Kreise Balingen, Freudenstadt, Horb und Rottweil
- des Kreises Tettnang und Aufteilung auf die Kreise Friedrichshafen und Wangen
- des Kreises Urach und Aufteilung auf die Kreise Münsingen, Nürtingen und Reutlingen
- des Kreises Waldsee und Aufteilung auf die Kreise Biberach, Ravensburg und Wangen
- des Kreises Welzheim und Aufteilung auf die Kreise Backnang, Gmünd, Göppingen und Waiblingen

Ausgliederung
- der Stadt Heilbronn aus dem Kreis Heilbronn
- der Stadt Ulm aus dem Kreis Ulm

Eingliederung
- des Kreises Maulbronn in den Kreis Vaihingen
- des Kreises Neckarsulm in den Kreis Heilbronn
- des Kreises Neuenbürg in den Kreis Calw

Neubildung
- des Kreises Friedrichshafen aus allen Gemeinden des Kreises Tettnang außer der Gemeinde Schomburg

Vergrößerung
- des Kreises Aalen um alle Gemeinden des Kreises Ellwangen außer Bühlertann und Bühlerzell sowie die Gemeinden Bopfingen, Neresheim, Aufhausen, Baldern, Dirgenheim, Dorfmerkingen, Ebnat, Elchingen auf dem Härtsfeld, Flochberg, Goldburghausen, Hülen, Kerkingen, Kirchheim am Ries, Kösingen, Oberdorf am Ipf, Ohmenheim, Pflaumloch, Röttingen, Schloßberg, Schweindorf, Trochtelfingen, Unterriffingen, Utzmemmingen und Waldhausen des Kreises Neresheim
- des Kreises Backnang um die Gemeinden Altersberg, Eutendorf, Fichtenberg, Frickenhofen, Gschwend, Hausen an der Rot, Laufen am Kocher, Oberrot, Ottendorf, Sulzbach am Kocher und Unterrot des Kreises Gaildorf, die Gemeinden Affalterbach, Allmersbach am Weinberg, Burgstall an der Murr, Erbstetten, Kirchberg an der Murr, Kleinaspach, Nassach, Rielingshausen und Weiler zum Stein des Kreises Marbach sowie um die Gemeinde Kirchenkirnberg des Kreises Welzheim
- des Kreises Balingen um die Gemeinden Schömberg, Dautmergen, Dormettingen, Dotternhausen, Hausen am Tann, Roßwangen, Täbingen und Zimmern ob Rottweil des Kreises Rottweil, die Gemeinden Nusplingen, Obernheim, Ratshausen und Weilen unter den Rinnen des Kreises Spaichingen sowie die Gemeinden Binsdorf, Rosenfeld, Bickelsberg, Brittheim, Isingen und Leidringen des Kreises Sulz
- des Kreises Biberach um die meisten Gemeinden des Kreises Laupheim, die Gemeinden Berkheim, Ellwangen, Haslach, Kirchdorf an der Iller, Oberopfingen, Rot an der Rot, Spindelwag und Tannheim des Kreises Leutkirch sowie die Gemeinden Dietmanns, Eberhardzell, Hochdorf, Ingoldingen, Mühlhausen, Oberessendorf, Otterswang, Schussenried, Schweinhausen, Steinhausen bei Schussenried, Unteressendorf, Unterschwarzach, Winterstettendorf und Winterstettenstadt des Kreises Waldsee
- des Kreises Böblingen um die Gemeinden Herrenberg, Affstätt, Bondorf, Gärtringen, Gültstein, Haslach, Hildrizhausen, Kayh, Kuppingen, Mönchberg, Mötzingen, Nebringen, Nufringen, Oberjesingen, Oberjettingen, Öschelbronn, Rohrau, Tailfingen und Unterjettingen des Kreises Herrenberg sowie die Gemeinden Waldenbuch, Leinfelden, Möhringen auf den Fildern, Musberg, Steinenbronn und Vaihingen auf den Fildern des Kreises Stuttgart-Amt
- des Kreises Calw um den Kreis Neuenbürg sowie die meisten Gemeinden des Kreises Nagold
- des Kreises Crailsheim um die meisten Gemeinden des Kreises Gerabronn sowie die Gemeinden Ettenhausen und Simprechtshausen des Kreises Künzelsau
- des Kreises Ehingen um die Gemeinden Volkersheim des Kreises Biberach, die Gemeinden Schelklingen, Hausen ob Urspring, Ringingen und Schmiechen des Kreises Blaubeuren, die Gemeinden Emeringen und Erbstetten des Kreises Münsingen sowie die Gemeinden Bechingen, Dietelhofen, Dietershausen, Dieterskirch, Hausen am Bussen, Oberwachingen, Reutlingendorf, Sauggart, Uigendorf, Unterwachingen, Zell und Zwiefaltendorf des Kreises Riedlingen
- des Kreises Eßlingen um die Gemeinden Aichelberg, Baltmannsweiler, Hegenlohe, Hohengehren und Thomashardt des Kreises Schorndorf, die Gemeinden Bernhausen, Birkach, Bonlanden auf den Fildern, Echterdingen, Harthausen, Kemnat, Plattenhardt, Plieningen, Ruit, Scharnhausen, Sielmingen und Stetten auf den Fildern des Kreises Stuttgart-Amt, die Gemeinde Reichenbach an der Fils des Kreises Göppingen sowie die Gemeinde Hochdorf des Kreises Kirchheim
- des Kreises Freudenstadt um die Gemeinden Bösingen, Fünfbronn und Garrweiler des Kreises Nagold, die Gemeinden Alpirsbach, Betzweiler, Ehlenbogen, Rötenbach und Vierundzwanzig Höfe des Kreises Oberndorf, die Gemeinden Busenweiler, Sterneck und Wälde des Kreises Sulz sowie um die Gemeinde Lützenhardt des Kreises Horb
- des Kreises Gmünd um die Gemeinden Heuchlingen und Schechingen des Kreises Aalen, die Gemeinden Eschach, Obergröningen, Ruppertshofen, Untergröningen und Vordersteinenberg des Kreises Gaildorf, die Gemeinden Alfdorf, Großdeinbach, Lorch, Pfahlbronn und Waldhausen des Kreises Welzheim sowie um die Gemeinde Maitis des Kreises Göppingen
- des Kreises Göppingen um die meisten Gemeinden des Kreises Geislingen, die Gemeinden Reichenbach unter Rechberg und Winzingen des Kreises Gmünd, die Gemeinden Aichelberg, Roßwälden, Weiler ob der Fils und Zell unter Aichelberg des Kreises Kirchheim, die Gemeinden Adelberg und Baiereck des Kreises Schorndorf sowie die Gemeinde Wäschenbeuren des Kreises Welzheim
- des Kreises Hall um die Gemeinden Bühlertann und Bühlerzell des Kreises Ellwangen, die Gemeinden Geifertshofen, Hütten, Michelbach an der Bilz, Mittelfischach, Oberfischach und Obersontheim des Kreises Gaildorf, die Gemeinden Braunsbach, Döttingen, Jungholzhausen und Steinkirchen des Kreises Künzelsau, die Gemeinden Eschental, Finsterrot, Geißelhardt, Gnadental und Goggenbach des Kreises Öhringen, die Gemeinde Neufürstenhütte des Kreises Backnang sowie die Gemeinde Obersteinach des Kreises Gerabronn
- des Kreises Heidenheim um die Gemeinden Auernheim, Ballmertshofen, Demmingen, Dischingen, Dunstelkingen, Eglingen, Frickingen, Großkuchen und Trugenhofen des Kreises Neresheim sowie die Gemeinden Niederstotzingen, Bissingen ob Lontal, Oberstotzingen und Stetten ob Lontal des Kreises Ulm
- des Kreises Heilbronn um den Kreis Neckarsulm, die Gemeinden Lauffen am Neckar, Ilsfeld, Neckarwestheim und Schozach des Kreises Besigheim, die meisten Gemeinden des Kreises Brackenheim sowie die Gemeinden Auenstein, Beilstein, Gronau und Schmidhausen des Kreises Marbach
- des Kreises Horb um die Gemeinden Obertalheim, Schietingen und Untertalheim des Kreises Nagold, die Gemeinden Eckenweiler und Ergenzingen des Kreises Rottenburg sowie die Gemeinden Bergfelden, Bettenhausen, Dornhan, Dürrenmettstetten, Fürnsal, Holzhausen, Hopfau-Neunthausen, Leinstetten, Marschalkenzimmern, Mühlheim am Bach, Renfrizhausen, Sigmarswangen, Sulz am Neckar, Vöhringen, Weiden und Wittershausen des Kreises Sulz
- des Kreises Leonberg um die Gemeinde Schafhausen des Kreises Böblingen und die Gemeinde Weissach des Kreises Vaihingen
- des Kreises Ludwigsburg um die Gemeinden Besigheim, Bietigheim, Bönnigheim,  Erligheim, Freudental, Gemmrigheim, Großingersheim, Hessigheim, Hofen, Hohenstein, Kirchheim am Neckar, Kleiningersheim, Löchgau, Metterzimmern und Walheim des Kreises Besigheim, die Gemeinden Erdmannhausen, Großbottwar, Hof und Lembach, Höpfigheim, Kleinbottwar, Marbach am Neckar, Mundelsheim, Murr, Oberstenfeld, Ottmarsheim, Pleidelsheim, Steinheim an der Murr und Winzerhausen des Kreises Marbach, die Gemeinden Großsachsenheim, Kleinsachsenheim, Untermberg und Unterriexingen des Kreises Vaihingen sowie die Gemeinden Hochberg, Hochdorf und Neckarrems des Kreises Waiblingen
- des Kreises Mergentheim um die Gemeinden Niederstetten, Oberstetten und Wildentierbach des Kreises Gerabronn

- des Kreises Münsingen um die Gemeinde Sondernach des Kreises Ehingen, die Gemeinde Westerheim des Kreises Geislingen sowie die Gemeinden Böhringen, Donnstetten, Gächingen, Gruorn, Hengen, Lonsingen, Rietheim, Seeburg, Sirchingen, Trailfingen, Upfingen, Wittlingen und Zainingen des Kreises Urach
- des Kreises Nürtingen um 21 Gemeinden des Kreises Kirchheim, die Gemeinde Wendlingen des Kreises Eßlingen, die Gemeinde Schlaitdorf des Tübingen und die Gemeinde Bempflingen des Kreises Urach
- des Kreises Ravensburg um die Gemeinden Blönried und Pfrungen des Kreises Saulgau sowie die Gemeinden Aulendorf, Bergatreute, Gaisbeuren, Haidgau, Haisterkirch, Michelwinnaden, Reute, Tannhausen, Unterurbach, Waldsee, Wolfegg und Zollenreute des Kreises Waldsee
- des Kreises Reutlingen um die Gemeinden Altenburg, Degerschlacht, Gönningen, Oferdingen, Rommelsbach und Sickenhausen des Kreises Tübingen sowie die Gemeinden Bleichstetten, Dettingen an der Erms, Glems, Grabenstetten, Hülben, Metzingen, Mittelstadt, Neuhausen an der Erms, Ohnastetten, Reicheneck, Riederich, Sondelfingen, Urach und Würtingen des Kreises Urach
- des Kreises Rottweil um die meisten Gemeinden des Kreises Oberndorf, die Gemeinden Aistaig, Boll, Rotenzimmern und Trichtingen des Kreises Sulz, die Gemeinden Mühlhausen bei Schwenningen und Weigheim des Kreises Tuttlingen sowie um die Gemeinde Schörzingen des Kreises Spaichingen
- des Kreises Saulgau um die meisten Gemeinden des Kreises Riedlingen
- des Kreises Tübingen um die Gemeinden Altingen, Breitenholz, Entringen, Oberndorf, Pfäffingen, Poltringen, Reusten und Unterjesingen des Kreises Herrenberg, die Gemeinde Stockach des Kreises Göppingen sowie alle Gemeinden des Kreises Rottenburg bis auf Eckenweiler und Ergenzingen
- des Kreises Tuttlingen um die Gemeinden Aixheim, Aldingen, Balgheim, Böttingen, Bubsheim, Deilingen, Denkingen, Dürbheim, Egesheim, Frittlingen, Gosheim, Königsheim, Mahlstetten, Reichenbach am Heuberg, Spaichingen und Wehingen des Kreises Spaichingen
- des Kreises Ulm um die meisten Gemeinden des Kreises Blaubeuren, die Gemeinde Erbach des Kreises Ehingen, die Gemeinden Amstetten, Bräunisheim, Hofstett-Emerbuch, Oppingen, Schalkstetten, Stubersheim, Türkheim und Waldhausen des Kreises Geislingen sowie die Gemeinden Altheim (Alb), Dellmensingen, Dietenheim, Donaustetten, Dorndorf, Gögglingen, Hüttisheim, Illerrieden, Oberkirchberg, Regglisweiler, Schnürpflingen, Steinberg, Unterkirchberg, Unterweiler, Wangen und Weinstetten des Kreises Laupheim
- des Kreises Vaihingen um den Kreis Maulbronn sowie die Gemeinden Häfnerhaslach, Ochsenbach und Spielberg des Kreises Brackenheim
- des Kreises Waiblingen um die meisten Gemeinden des Kreises Schorndorf sowie die Gemeinden Welzheim, Kaisersbach, Plüderhausen, Rudersberg und Unterschlechtbach des Kreises Welzheim
- des Kreises Wangen um die meisten Gemeinden des Kreises Leutkirch, die Gemeinden Arnach, Eintürnen und Ziegelbach des Kreises Waldsee sowie um die Gemeinde Schomburg des Kreises Tettnang

- 1939, 1. Januar:

Umbenennung
- der Kreise in Landkreise

- 1941, 2. Mai:

Umbenennung
- des Landkreises Gmünd in Landkreis Schwäbisch Gmünd
- des Landkreises Hall in Landkreis Schwäbisch Hall

- 1942, 1. April:

Vergrößerung
- des Stadtkreises Stuttgart um die Gemeinden Möhringen auf den Fildern und Vaihingen auf den Fildern des Landkreises Böblingen, die Gemeinden Birkach und Plieningen des Landkreises Eßlingen, die Gemeinde Stammheim des Landkreises Ludwigsburg sowie den Gemeindeteil Solitude des Landkreises Leonberg

- ca. 1946:

Umbenennung
- des Landkreises Friedrichshafen in Landkreis Tettnang

Anzahl der Stadt- und Landkreise
| Datum           | Stadtkreise Veränderung | Oberämter (Landkreise) Veränderung | Stadtkreise Anzahl | Oberämter (Landkreise) Anzahl |
| --------------- | ----------------------- | ---------------------------------- | ------------------ | ----------------------------- |
| 1. Januar 1818  |                         |                                    | 1                  | 65                            |
| 18. Juni 1819   | 0                       | −1                                 | 1                  | 64                            |
| 1. Oktober 1924 | 0                       | −1                                 | 1                  | 63                            |
| 1. April 1926   | 0                       | −1                                 | 1                  | 62                            |
| 1. Oktober 1938 | +2                      | −27                                | 3                  | 35                            |